# Liste der Kulturdenkmale in Volkmarsdorf
Die Liste der Kulturdenkmale in Volkmarsdorf enthält die Kulturdenkmale des Leipziger Ortsteils Volkmarsdorf, die in der Denkmalliste vom Landesamt für Denkmalpflege Sachsen mit Stand 2017 erfasst wurden.

## Legende
- Bild: Bild des Kulturdenkmals, ggf. zusätzlich mit einem Link zu weiteren Fotos des Kulturdenkmals im Medienarchiv Wikimedia Commons. Wenn man auf das Kamerasymbol klickt, können Fotos zu Kulturdenkmalen aus dieser Liste hochgeladen werden:
- Bezeichnung: Denkmalgeschützte Objekte und ggf. Bauwerksname des Kulturdenkmals
- Lage: Straßenname und Hausnummer oder Flurstücknummer des Kulturdenkmals. Die Grundsortierung der Liste erfolgt nach dieser Adresse. Der Link (Karte) führt zu verschiedenen Kartendiensten mit der Position des Kulturdenkmals. Fehlt dieser Link, wurden die Koordinaten noch nicht eingetragen. Sind diese bekannt, können sie über ein Tool mit einer Kartenansicht einfach nachgetragen werden. In dieser Kartenansicht sind Kulturdenkmale ohne Koordinaten mit einem roten bzw. orangen Marker dargestellt und können durch Verschieben auf die richtige Position in der Karte mit Koordinaten versehen werden. Kulturdenkmale ohne Bild sind an einem blauen bzw. roten Marker erkennbar.
- Datierung: Baubeginn, Fertigstellung, Datum der Erstnennung oder grobe zeitliche Einordnung entsprechend des Eintrags in der sächsischen Denkmaldatenbank
- Beschreibung: Kurzcharakteristik des Kulturdenkmals entsprechend des Eintrags in der sächsischen Denkmaldatenbank, ggf. ergänzt durch die dort nur selten veröffentlichten Erfassungstexte oder zusätzliche Informationen
- ID: Vom Landesamt für Denkmalpflege Sachsen vergebene, das Kulturdenkmal eindeutig identifizierende Objekt-Nummer. Der Link führt zum PDF-Denkmaldokument des Landesamtes für Denkmalpflege Sachsen. Bei ehemaligen Kulturdenkmalen können die Objektnummern unbekannt sein und deshalb fehlen bzw. die Links von aus der Datenbank entfernten Objektnummern ins Leere führen. Ein ggf. vorhandenes Icon  führt zu den Angaben des Kulturdenkmals bei Wikidata.

## Liste der Kulturdenkmale in Volkmarsdorf
| Bild                                    | Bezeichnung | Lage                                                        | Datierung                                                                              | Beschreibung | ID        |
| --------------------------------------- | --- | ----------------------------------------------------------- | -------------------------------------------------------------------------------------- | --- | --------- |
| Direkt Bild zu diesem Denkmal hochladen | Mietshaus in geschlossener Bebauung | Annenstraße 1 (Karte)                                       | um 1895 (Mietshaus)                                                                    | Klinkerfassade mit Kunststein- und Stuckgliederung, Wandmalerei im Eingangsbereich, Windfangtür mit Ätzglas, baugeschichtlich von Bedeutung | 09292914  |
|                                         | Mietshaus in geschlossener Bebauung | Annenstraße 2 (Karte)                                       | um 1895 (Mietshaus)                                                                    | mit Tordurchfahrt, historisierende Putzfassade, baugeschichtlich von Bedeutung | 09292523  |
|                                         | Mietshaus in geschlossener Bebauung | Annenstraße 3 (Karte)                                       | um 1895 (Mietshaus)                                                                    | mit Tordurchfahrt, Putzfassade, Treppenhausfenster mit Resten geätzter Verglasung, Holzpaneele im Eingangsbereich, baugeschichtlich von Bedeutung | 09263751  |
|                                         | Mietshaus in geschlossener Bebauung | Annenstraße 4 (Karte)                                       | 1892–1993 (Mietshaus)                                                                  | Putzfassade mit Stuckdekoration, Wohngebäude im geschlossenen Straßenzug, baugeschichtlich von Bedeutung Denkmaltext Für ein Wohnhaus sowie ein Nebengebäude mit Waschküche und Niederlage erging der Bauantrag im August 1892 durch die Bauunternehmer Conrad Robert Brade und Johann Gottlieb Noack (dieser auch Ausführung). Entwürfe steuerte R. Kretzschmar bei, im März 1893 erfolgte die Schlussprüfung. Aus Kunststein-Formteilen bestehen Stockgesims, Sohlbänke und Fensterverdachungen, während die Rahmungen aus Putzmörtel gezogenen wurden. Historistischer Stuckdekor schmückt insbesondere das erste Obergeschoss und jeweils die beiden äußeren Fensterachsen, zudem die Traufe mit Konsolen und einem Kymationfries. Im Parterre liegen zwei Wohnungen und in den darüber befindlichen vier Etagen jeweils deren drei. Das Erdgeschoss besitzt über dem Klinkersockel statt der ehemaligen Putznutung einen glatten Verputz. Neben der zweiflügligen Hauseingangstür ist weitgehend erhalten auch die Innenausstattung, an der Fassade erhalten eine ältere Rosette der Oberleitungsaufhängung für die Straßenbahn. Sanierung 2015 vorgesehen. Der Historismusbau mit baugeschichtlichem und ortsentwicklungsgeschichtlichem Wert, selten die noch vorhandene Rosette der Straßenbahn-Oberleitung. LfD/2015 | 09292511  |
|                                         | Mietshaus in geschlossener Bebauung | Annenstraße 5 (Karte)                                       | um 1897 (Mietshaus)                                                                    | zeittypische Klinkerfassade, Stuckkehle und Wandpaneele im Eingangsbereich, Oberlicht der Windfangtür mit Ätzglas, baugeschichtlich von Bedeutung | 09292913  |
|                                         | Mietshaus in geschlossener Bebauung | Annenstraße 7 (Karte)                                       | um 1897 (Mietshaus)                                                                    | zeittypische Klinkerfassade, Wandbilder, Stuck und Holzpaneele im Eingangsbereich, baugeschichtlich von Bedeutung | 09292912  |
|                                         | Mietshaus in geschlossener Bebauung in Ecklage | Annenstraße 8 (Karte)                                       | um 1895 (Mietshaus)                                                                    | mit Eckladen, historisierende Putzfassade, aufwendiger Stuck im Eingangsbereich, Windfangtür mit Ätzglas, baugeschichtlich von Bedeutung | 09292800  |
|                                         | Mietshaus in geschlossener Bebauung in Ecklage | Annenstraße 9 (Karte)                                       | um 1900 (Mietshaus)                                                                    | mit Eckladen, Klinkerfassade, Stuck im Eingangsbereich, baugeschichtlich von Bedeutung | 09292801  |
|                                         | Handschwengelpumpe mit Brunnenschacht und Abdeckplatte | Bautzmannstraße (Karte)                                     | vor 1890 (Handschwengelpumpe)                                                          | Ecke Eisenbahnstraße, Typ Gotik, ortsgeschichtlich von Bedeutung | 09294858  |
|                                         | Mietshaus in geschlossener Bebauung in Ecklage | Bautzmannstraße 1 (Karte)                                   | um 1885 (Mietshaus)                                                                    | mit Tordurchfahrt, mit Eckladen, historisierende Putzfassade, baugeschichtlich von Bedeutung | 09292879  |
|                                         | Mietshaus in geschlossener Bebauung | Bautzmannstraße 3 (Karte)                                   | um 1880 (Mietshaus)                                                                    | mit Tordurchfahrt, historisierende Putzfassade, Holzpaneele in der Tordurchfahrt, baugeschichtlich von Bedeutung | 09292869  |
|                                         | Haustür eines Mietshauses | Bautzmannstraße 5 (Karte)                                   | um 1890 (Tür)                                                                          | handwerksgeschichtliche Bedeutung | 09292880  |
|                                         | Mietshaus in geschlossener Bebauung | Bautzmannstraße 13 (Karte)                                  | um 1875 (Mietshaus)                                                                    | historisierende Putzfassade, baugeschichtlich von Bedeutung | 09292881  |
|                                         | Mietshaus in geschlossener Bebauung mit Vorgarten | Bautzmannstraße 15 (Karte)                                  | um 1910 (Mietshaus)                                                                    | Putzfassade im Reformstil, bleiverglaste Treppenhausfenster, Tonnengewölbe im Eingangsbereich, baugeschichtlich von Bedeutung | 09292837  |
|                                         | Mietshaus in geschlossener Bebauung (bauliche Einheit mit Nr. 19) und Vorgarten | Bautzmannstraße 17 (Karte)                                  | um 1913 (Mietshaus)                                                                    | Putzfassade im Reformstil, Prägetapete im Eingangsbereich, baugeschichtlich von Bedeutung | 09260944  |
|                                         | Mietshaus in geschlossener Bebauung (bauliche Einheit mit Nr. 20) und Vorgarten | Bautzmannstraße 18 (Karte)                                  | um 1905 (Mietshaus)                                                                    | mit Laden, Klinker-Putz-Fassade, Jugendstildekor, Stuck im Eingangsbereich, baugeschichtlich von Bedeutung | 09292836  |
|                                         | Mietshaus in geschlossener Bebauung (bauliche Einheit mit Nr. 17) und Vorgarten | Bautzmannstraße 19 (Karte)                                  | um 1908 (Mietshaus)                                                                    | mit Laden, Putzfassade im Reformstil, Stuck im Eingangsbereich, Ladenfront original, baugeschichtlich von Bedeutung | 09292838  |
|                                         | Mietshaus in geschlossener Bebauung (bauliche Einheit mit Nr. 18), mit Vorgarten | Bautzmannstraße 20 (Karte)                                  | um 1905 (Mietshaus)                                                                    | Putz-Klinker-Fassade, Jugendstildekor, Stuck und Terrazzostufen im Eingangsbereich, baugeschichtlich von Bedeutung | 09292835  |
|                                         | Mietshaus in geschlossener Bebauung (bauliche Einheit mit Nr. 23) mit Vorgarten und Pflaster vor dem Hauseingang | Bautzmannstraße 21 (Karte)                                  | 1910/1915 (Mietshaus)                                                                  | Putzfassade, Stuckpilaster und Malereireste im Eingangsbereich, bleiverglaste Treppenhausfenster, Reformstil-Architektur, baugeschichtlich von Bedeutung | 09261024  |
|                                         | Mietshaus in geschlossener Bebauung, mit Vorgarten | Bautzmannstraße 22 (Karte)                                  | um 1910 (Mietshaus)                                                                    | Putz-Klinker-Fassade, Jugendstildekor, Terrazzo im Treppenhaus, baugeschichtlich von Bedeutung | 09292834  |
|                                         | Mietshaus in halboffener Bebauung (bauliche Einheit mit Nr. 23) mit Vorgarten und Pflaster vor dem Hauseingang | Bautzmannstraße 23 (Karte)                                  | um 1912 (Mietshaus)                                                                    | Putzfassade, Wandfliesen und Stuck im Eingangsbereich, bleiverglaste Treppenhausfenster, Reformstil-Architektur, baugeschichtlich von Bedeutung | 09292839  |
|                                         | Mietshaus in geschlossener Bebauung in Ecklage, mit Vorgarten und Pflaster vor dem Hauseingang | Bautzmannstraße 24 (Karte)                                  | um 1910 (Mietshaus)                                                                    | Putz-Klinker-Fassade, Jugendstildekor, Kreuzgratgewölbe im Eingangsbereich, baugeschichtlich von Bedeutung | 09292833  |
|                                         | Doppelmietshaus (Anschrift: Bautzmannstraße 26 und Bülowstraße 1) in Ecklage und halboffener Bebauung, mit Vorgarten | Bautzmannstraße 26 (Karte)                                  | 1910 (Doppelmietshaus)                                                                 | Putzfassade im Reformstil, baugeschichtlich von Bedeutung | 09299373  |
| Weitere Bilder                          | Handschwengelpumpe mit Brunnenschacht und Abdeckplatte | Bennigsenstraße (Karte)                                     | 1899 (Handschwengelpumpe)                                                              | vor Nummer 1, Typ Delphin, ortsgeschichtlich von Bedeutung | 09294652  |
| Weitere Bilder                          | Mietshaus in halboffener Bebauung | Bennigsenstraße 1 (Karte)                                   | um 1900 (Mietshaus)                                                                    | zeittypische Klinkerfassade, Holzpaneele im Eingangsbereich, baugeschichtlich von Bedeutung | 09294653  |
| Weitere Bilder                          | Mietshaus in halboffener Bebauung in Ecklage | Bennigsenstraße 3 (Karte)                                   | um 1900 (Mietshaus)                                                                    | mit Eckladen, Klinkerfassade mit Stuckdekoration, Eckbalkone, Stuck im Eingangsbereich, dreieckiges Treppenauge, baugeschichtlich von Bedeutung | 09294548  |
|                                         | Mietshaus in ehemals geschlossener Bebauung | Bennigsenstraße 10 (Karte)                                  | um 1905 (Mietshaus)                                                                    | | 09294654  |
|                                         | Mietshaus in geschlossener Bebauung | Bennigsenstraße 20 (Karte)                                  | um 1905 (Mietshaus)                                                                    | mit Hausdurchgang, zeittypische Klinkerfassade, Stuckkehle im Eingangsbereich, baugeschichtlich von Bedeutung | 09294655  |
|                                         | Mietshaus in geschlossener Bebauung | Bennigsenstraße 22 (Karte)                                  | 1900 (Mietshaus)                                                                       | mit Tordurchfahrt, mit Laden, historisierende Putzfassade, Stuckdecke in der Tordurchfahrt, Windfangtür, Stuck im Treppenhaus, geätzte Treppenhausfenster, baugeschichtlich von Bedeutung | 09294656  |
| Direkt Bild zu diesem Denkmal hochladen | Mietshaus in geschlossener Bebauung | Bennigsenstraße 30 (Karte)                                  | um 1905 (Mietshaus)                                                                    | mit Hausdurchgang, Putzfassade, Treppenhausfenster mit Resten farbiger Bleiverglasung, Stuckkehle im Hausdurchgang, baugeschichtlich von Bedeutung | 09294658  |
|                                         | Mietshaus in geschlossener Bebauung | Bernhardstraße 23 (Karte)                                   | um 1885 (Mietshaus)                                                                    | mit Tordurchfahrt, historisierende Putzfassade, baugeschichtlich von Bedeutung | 09262304  |
|                                         | Mietshaus in geschlossener Bebauung | Bernhardstraße 25 (Karte)                                   | um 1885 (Mietshaus)                                                                    | mit Tordurchfahrt, mit Laden, historisierende Putzfassade, mit reicher Stuckdekoration, baugeschichtlich von Bedeutung | 09262305  |
|                                         | Mietshaus in geschlossener Bebauung | Bernhardstraße 27 (Karte)                                   | um 1890 (Mietshaus)                                                                    | historisierende Klinkerfassade, baugeschichtlich von Bedeutung | 09262306  |
|                                         | Doppelmietshaus in geschlossener Bebauung sowie rechtes Hofgebäude und Hofpflasterung | Bernhardstraße 29; 31 (Karte)                               | um 1890 (Doppelmietshaus)                                                              | mit Tordurchfahrt, mit Laden, historisierende Klinkerfassade, Treppenhaustür mit Resten geätzter Verglasung, baugeschichtlich von Bedeutung | 09294985  |
|                                         | Mietshaus in geschlossener Bebauung | Bernhardstraße 35 (Karte)                                   | um 1885 (Mietshaus)                                                                    | mit Tordurchfahrt, historisierende Putzfassade, Holzbohlen und preußische Kappe in der Tordurchfahrt, Fußbodenfliesen und Mosaik im Eingangsbereich, baugeschichtlich von Bedeutung | 09294986  |
| Direkt Bild zu diesem Denkmal hochladen | Mietshaus in geschlossener Bebauung (bauliche Einheit mir Nr. 39) | Bernhardstraße 37 (Karte)                                   | um 1910, im Kern älter (Mietshaus)                                                     | mit Tordurchfahrt, Putzfassade im Reformstil, preußische Kappen und Holzbohlen in der Tordurchfahrt, baugeschichtlich von Bedeutung | 09260934  |
| Direkt Bild zu diesem Denkmal hochladen | Mietshaus in geschlossener Bebauung (bauliche Einheit mir Nr. 37) | Bernhardstraße 39 (Karte)                                   | um 1910, im Kern älter (Mietshaus)                                                     | mit Tordurchfahrt, Putzfassade im Reformstil, baugeschichtlich von Bedeutung | 09294987  |
|                                         | Mietshaus in geschlossener Bebauung in Ecklage | Bernhardstraße 41 (Karte)                                   | um 1895 (Mietshaus)                                                                    | aufwendig gestaltete Putzfassade, Stuck im Eingangsbereich, im Stil des Historismus, baugeschichtlich von Bedeutung | 09290763  |
|                                         | Mietshaus in geschlossener Bebauung | Bernhardstraße 45 (Karte)                                   | um 1890 (Mietshaus)                                                                    | aufwendig gestaltete Klinkerfassade mit Balkons, baugeschichtlich von Bedeutung | 09260933  |
|                                         | Mietshaus in geschlossener Bebauung | Bernhardstraße 47 (Karte)                                   | um 1895 (Mietshaus)                                                                    | zeittypische Klinkerfassade, Stuckkehle im Eingangsbereich, baugeschichtlich von Bedeutung | 09260932  |
|                                         | Mietshaus in geschlossener Bebauung | Bernhardstraße 49 (Karte)                                   | um 1895 (Mietshaus)                                                                    | zeittypische Klinkerfassade, baugeschichtlich von Bedeutung | 09260931  |
|                                         | Mietshaus in geschlossener Bebauung | Bernhardstraße 51 (Karte)                                   | um 1900 (Mietshaus)                                                                    | zeittypische Klinkerfassade, baugeschichtlich von Bedeutung | 09294991  |
|                                         | Mietshaus in geschlossener Bebauung | Bernhardstraße 53 (Karte)                                   | um 1885 (Mietshaus)                                                                    | zeittypische Klinkerfassade, baugeschichtlich von Bedeutung | 09290764  |
|                                         | Mietshaus in geschlossener Bebauung | Bernhardstraße 55 (Karte)                                   | um 1900 (Mietshaus)                                                                    | zeittypische Klinkerfassade, Stuckkehle im Eingangsbereich, geätzte Treppenhausfenster, baugeschichtlich von Bedeutung | 09260930  |
|                                         | Mietshaus in geschlossener Bebauung | Bernhardstraße 57 (Karte)                                   | um 1902 (Mietshaus)                                                                    | zeittypische Klinkerfassade, Holzpaneele und Stuckkehle im Eingangsbereich, baugeschichtlich von Bedeutung | 09260929  |
| Direkt Bild zu diesem Denkmal hochladen | Schule | Bogislawstraße 20 (Karte)                                   | um 1880 (Schule)                                                                       | Putzfassade, im Innern Gusseisensäulen und originale Türen, ortsgeschichtlich von Bedeutung | 09261026  |
| Direkt Bild zu diesem Denkmal hochladen | Doppelmietshaus (Anschrift: Bautzmannstraße 26 und Bülowstraße 1) in Ecklage und halboffener Bebauung, mit Vorgarten | Bülowstraße 1 (Karte)                                       | 1910 (Doppelmietshaus)                                                                 | Putzfassade im Reformstil, baugeschichtlich von Bedeutung | 09299373  |
|                                         | Mietshaus in halboffener Bebauung in Ecklage, mit Vorgarten | Bülowstraße 2 (Karte)                                       | 1910 (Mietshaus)                                                                       | Innenausstattung mit bleiverglasten Treppenhausfenster und originalen Wohnungstüren, eiserne Kellerschranke, Reformstil-Architektur, baugeschichtlich von Bedeutung | 09292896  |
|                                         | Mietshaus in halboffener Bebauung mit Vorgarten | Bülowstraße 3 (Karte)                                       | um 1907 (Mietshaus)                                                                    | Klinkerfassade mit Fachwerkgiebel, Wintergärten zum Hof, baugeschichtlich von Bedeutung | 09292822  |
| Weitere Bilder                          | Mietshaus in geschlossener Bebauung mit Vorgarten sowie Wohnhaus im Garten und rückwärtiger Garten | Bülowstraße 5 (Karte)                                       | 1908–1909 (Mietshaus)                                                                  | Putzfassade, Stuckmedaillons und Fliesen im Eingangsbereich, ehemals sechs Jalousieblenden, Reformstil-Architektur, baugeschichtlich von Bedeutung Denkmaltext Bis zu den Gleisanlagen der Königlich-Sächsischen Staatseisenbahn und der Eilenburger Verbindungsbahn erstreckt sich das Grundstück, auf dem 1908–1909 ein Mietshaus mit Vorgarten sowie ein eingeschossiges Gartenhaus errichtet wurde. Ein erstes Bauprojekt 1905 durch Richard Weiland, Inhaber einer Möbelhandlung, scheiterte. Der neuerliche Entwurf stammte von Architekt Richard Hertel, Bauherrin war zunächst Frau Amalie verw. Fölgner, später wird zudem der Architekt Ernst Carl genannt. Für die Ausführung zeichneten die Baumeister Gansauge und Tietsch verantwortlich. 1998 Bauantrag für Sanierung und Dachgeschossausbau durch Ing. Ronald Heller im Auftrag des Ehepaares Bethge. Der breitgelagerte dreigeschossige, doppelzügige Wohnhausbau erhielt einen die zehnachsige Fassade akzentuierenden Mittelrisalit mit Dachhaus. Einfache Putz- und Kunststeinfassade im Reformstil. Besondere Aufmerksamkeit verdient das am Heimatstil orientierte Wohnhaus im rückwärtigen Teil des Grundstücks. Es befindet sich hinter sieben kleinen Mietergärten inmitten einer gestalteten Gartenanlage (der Grundrissplan des Gartens ist als ein seltenes Zeugnis aus dieser Zeit erhalten). Im Haus standen drei Stuben, Küche, Bad, Veranda und ein Verandazimmer sowie drei Kammern auf dem Boden als Wohnraum zur Verfügung (1949 waren im Gartenhaus sogar drei Familien untergebracht). LfD/2006 | 09292821  |
|                                         | Mietshaus in geschlossener Bebauung mit Vorgarten | Bülowstraße 6 (Karte)                                       | um 1908 (Mietshaus)                                                                    | zeittypische Putz-Klinker-Fassade, Terrazzo und Wandfliesen im Eingangsbereich, baugeschichtlich von Bedeutung | 09292832  |
|                                         | Doppelmietshaus in geschlossener Bebauung mit Vorgarten | Bülowstraße 14; 16 (Karte)                                  | um 1912 (Doppelmietshaus)                                                              | Putzfassade mit Klinkersockel, reiche Innenausstattung, Reformstil-Architektur, baugeschichtlich von Bedeutung | 09298413  |
|                                         | Mietshaus in geschlossener Bebauung mit Vorgarten | Bülowstraße 19 (Karte)                                      | um 1913 (Mietshaus)                                                                    | Putzfassade mit kleinen Putzreliefs, Reformstil-Architektur, baugeschichtlich von Bedeutung | 09260950  |
|                                         | Mietshaus in geschlossener Bebauung, mit Pflaster vor dem Hauseingang und Vorgarten | Bülowstraße 21 (Karte)                                      | um 1910 (Mietshaus)                                                                    | zeittypische Putzfassade, baugeschichtlich von Bedeutung | 09292820  |
|                                         | Mietshaus in ehemals geschlossener Bebauung | Edlichstraße 3 (Karte)                                      | um 1875 (Mietshaus)                                                                    | mehrfarbige Klinkerfassade, baugeschichtlich von Bedeutung | 09291174  |
| Direkt Bild zu diesem Denkmal hochladen | Mietshaus in geschlossener Bebauung | Edlichstraße 5 (Karte)                                      | um 1892 (Mietshaus)                                                                    | mit Hausdurchgang, historisierende Putzfassade, baugeschichtlich von Bedeutung | 09291175  |
|                                         | Mietshaus in ehemals geschlossener Bebauung | Edlichstraße 18 (Karte)                                     | um 1870 (Mietshaus)                                                                    | einfache Putzfassade, Stuckkehle im Eingangsbereich, ortsentwicklungsgeschichtlich von Bedeutung | 09291173  |
|                                         | Mietshaus in geschlossener Bebauung | Edlichstraße 20 (Karte)                                     | um 1880 (Mietshaus)                                                                    | mit Hausdurchgang, historisierende Putzfassade, Fensterverdachungen mit aufwendigem Stuck, baugeschichtlich von Bedeutung | 09291172  |
|                                         | Mietshaus in geschlossener Bebauung | Edlichstraße 22 (Karte)                                     | um 1880 (Mietshaus)                                                                    | Putzfassade, Fensterverdachungen mit Stuck, baugeschichtlich von Bedeutung | 09291171  |
|                                         | Mietshaus in geschlossener Bebauung | Edlichstraße 23 (Karte)                                     | um 1885 (Mietshaus)                                                                    | mit Tordurchfahrt, aufwendige Putzfassade im Stil der italienischen Neorenaissance, baugeschichtlich von Bedeutung | 09291176  |
|                                         | Mietshaus in geschlossener Bebauung | Edlichstraße 24 (Karte)                                     | um 1880 (Mietshaus)                                                                    | historisierende Putzfassade, reicher Stuck, baugeschichtlich von Bedeutung | 09291170  |
|                                         | Mietshaus in geschlossener Bebauung | Edlichstraße 25 (Karte)                                     | um 1885 (Mietshaus)                                                                    | mit Hausdurchgang, aufwendige Putzfassade mit Stuckdekoration, baugeschichtlich von Bedeutung | 09291177  |
|                                         | Mietshaus in geschlossener Bebauung | Edlichstraße 27 (Karte)                                     | um 1880 (Mietshaus)                                                                    | historisierende Putzfassade mit Stuckdekoration, baugeschichtlich von Bedeutung | 09291178  |
|                                         | Mietshaus in geschlossener Bebauung | Edlichstraße 29 (Karte)                                     | um 1885 (Mietshaus)                                                                    | mit Hausdurchgang, historisierende Putzfassade, mit Pilastergliederung, baugeschichtlich von Bedeutung | 09291179  |
|                                         | Mietshaus in geschlossener Bebauung | Edlichstraße 30 (Karte)                                     | um 1875 (Mietshaus)                                                                    | Putzfassade mit reicher Stuckdekoration, baugeschichtlich von Bedeutung | 09291169  |
| Direkt Bild zu diesem Denkmal hochladen | Mietshaus in geschlossener Bebauung in Ecklage | Edlichstraße 32 (Karte)                                     | um 1875 (Mietshaus)                                                                    | mit Hausdurchgang und mit Laden, Putzfassade mit Eckbetonung und aufwendiger Stuckdekoration, im Stil des Historismus, baugeschichtlich von Bedeutung | 09291168  |
| Direkt Bild zu diesem Denkmal hochladen | Mietshaus in geschlossener Bebauung | Eisenbahnstraße 81 (Karte)                                  | um 1895 (Mietshaus)                                                                    | mit Tordurchfahrt, mit Laden, reich gegliederte Klinkerfassade, baugeschichtlich von Bedeutung | 09294671  |
| Direkt Bild zu diesem Denkmal hochladen | Mietshaus in geschlossener Bebauung in Ecklage | Eisenbahnstraße 85 (Karte)                                  | um 1895 (Mietshaus)                                                                    | mit Läden, historisierende Putzfassade mit Eckerker, baugeschichtlich von Bedeutung | 09294672  |
|                                         | Mietshaus in geschlossener Bebauung | Eisenbahnstraße 86 (Karte)                                  | um 1890 (Mietshaus)                                                                    | mit Tordurchfahrt, mit Läden, Putzfassade mit reicher Stuckgliederung, baugeschichtlich von Bedeutung | 09294678  |
|                                         | Mietshaus in geschlossener Bebauung in Ecklage | Eisenbahnstraße 87 (Karte)                                  | um 1895 (Mietshaus)                                                                    | mit Läden, historisierende Putzfassade, Stuckkehle im Eingangsbereich, baugeschichtlich von Bedeutung | 09260955  |
|                                         | Mietshaus in geschlossener Bebauung | Eisenbahnstraße 88 (Karte)                                  | um 1895 (Mietshaus)                                                                    | mit Tordurchfahrt, mit Läden, Putzfassade mit aufwendiger Stuckgliederung, preußische Kappe in der Tordurchfahrt, baugeschichtlich von Bedeutung | 09294677  |
| Direkt Bild zu diesem Denkmal hochladen | Mietshaus in geschlossener Bebauung | Eisenbahnstraße 89 (Karte)                                  | um 1890 (Mietshaus)                                                                    | mit Tordurchfahrt, mit Läden, Putzfassade mit Stuckgliederung, baugeschichtlich von Bedeutung | 09260953  |
|                                         | Mietshaus in geschlossener Bebauung | Eisenbahnstraße 90 (Karte)                                  | um 1895 (Mietshaus)                                                                    | mit Läden, historisierende Putzfassade, aufwendiger Fassadenstuck, Jugendstilwandfliesen, baugeschichtlich von Bedeutung | 09294676  |
|                                         | Mietshaus in geschlossener Bebauung | Eisenbahnstraße 91 (Karte)                                  | um 1895 (Mietshaus)                                                                    | mit Tordurchfahrt und Laden, historisierende Putz-Klinker-Fassade, baugeschichtlich von Bedeutung | 09260954  |
| Weitere Bilder                          | Mietshaus in geschlossener Bebauung in Ecklage | Eisenbahnstraße 92 (Karte)                                  | um 1895 (Mietshaus)                                                                    | mit Läden, historisierende Putzfassade mit Eckerker, Stuck im Eingangsbereich, Eingang in der Hildegardstraße, baugeschichtlich von Bedeutung | 09294675  |
| Direkt Bild zu diesem Denkmal hochladen | Mietshaus in geschlossener Bebauung in Ecklage | Eisenbahnstraße 94 (Karte)                                  | um 1895 (Mietshaus)                                                                    | mit Hausdurchgang und Gaststätte, historisierende Putzfassade, baugeschichtlich von Bedeutung | 09260956  |
|                                         | Mietshaus in geschlossener Bebauung | Eisenbahnstraße 96 (Karte)                                  | um 1890 (Mietshaus)                                                                    | Läden, repräsentative Putzfassade mit reicher Stuckgliederung, im Stil der Neorenaissance, baugeschichtlich von Bedeutung | 09294684  |
|                                         | Mietshaus in geschlossener Bebauung mit zwei Hofgebäuden | Eisenbahnstraße 98 (Karte)                                  | um 1890 (Mietshaus)                                                                    | Vorderhaus mit Tordurchfahrt und Läden, historisierende Klinkerfassade, reicher gründerzeitlicher Stuck in der Tordurchfahrt, eine Ladenfront original, baugeschichtlich von Bedeutung | 09294685  |
| Weitere Bilder                          | Mietshaus in geschlossener Bebauung in Ecklage, mit Apotheke | Eisenbahnstraße 99 (Karte)                                  | 1888–1889 (Mietshaus), 1888–1889 (Apotheke)                                            | repräsentative Klinkerfassade mit Eckerker, im Stil des Historismus, Gebäude in städtebaulich wichtiger Lage, bauhistorisch und ortsentwicklungsgeschichtlich von Interesse, originale Apothekenausstattung mit Seltenheitswert Denkmaltext Der prachtvolle Historismusbau wurde 1888–1889 auf einem Eckgrundstück zur Elisabethstraße im Auftrag des Apothekters Gustav Adolf Berghändler errichtet. Pläne für das ausführende Unternehmen des Baumeisters Oehlschlegel lieferte Architekt Hugo Bechmann aus Neustadt. An der verbrochenen Ecke erfolgte die Einrichtung einer Apotheke und rechts neben dem Hauseingang die einer Ladenwohnung. In der Beletage drei, in den darüber befindlichen Etagen jeweils vier Wohnungen. Interessant für die Bauzeit ist die Einrichtung eines eigenen Brunnens im Keller. Im Mai 1936 Besitzübergang an Felix Berghändler, 1949 an Arno Berghändler und fünf Miteigentümer. 1982–1984 Instandsetzung und Funktionsbereichsmodernisierung, mit Datum 5. Juni 1993 Bauantrag für Sanierung und Dachgeschossausbau durch Bauherren aus Mainz-Hechtsheim. Bereits zwischen 1978 und 1984 war die Falken-Apotheke umfassend rekonstruiert worden. Rezeptur, Offizin, Warenschleuse, Warenannahme, Destillierraum und Spüle nahmen das Erdgeschoss ein während in der ersten Etage Räume des Apothekenleiters, der Mitarbeiter sowie Archiv und ein Geräte-/Instrumentenraum eingerichtete wurden. Der Fünfgeschosser heute mit (störenden) stehenden Gauben, ansonsten aber original erhaltener opulent dekorierter Fassade: Klinkerflächen und Sandsteinteile gliedern die Hauptfronten, ergänzt durch reichen Historismusstuck, das Erdgeschoss besitzt Putznutung. An der verbrochenen Ecke liegt der Geschäftszugang, über dem sich, am unteren Ende des Kastenerkers, die Figur eines Falken mit geöffneten Schwingen befindet. Neben der weitgehend erhaltenen bauzeitlichen Ausstattung im Mietshaus hat sich auch die sehenswerte originale Ausstattung der Falken-Apotheke (Verkaufsraum) erhalten, diese besitzt Seltenheitswert. Das Haus städtebaulich wirkungsvoll in Erscheinung tretend, baugeschichtlich und ortsteilentwicklungsgeschichtlich bedeutsam, die Apothekenausstattung künstlerisch von Wert. LfD/2012, 2013 | 09294687  |
|                                         | Mietshaus in geschlossener Bebauung | Eisenbahnstraße 100 (Karte)                                 | um 1890 (Mietshaus)                                                                    | mit Tordurchfahrt, mit Laden, kräftig gegliederte Putzfassade mit reicher Stuckdekoration, preußische Kappe in der Tordurchfahrt, baugeschichtlich von Bedeutung | 09294686  |
| Direkt Bild zu diesem Denkmal hochladen | Mietshaus in ehemals geschlossener Bebauung | Eisenbahnstraße 101 (Karte)                                 | 1889–1891 (Mietshaus)                                                                  | mit Tordurchfahrt, mit Laden, historisierende Putzfassade, baugeschichtlich von Bedeutung Denkmaltext Friedrich Wilhelm Grafe übernahm als Bauherr selbst auch die Ausführung des fünfgeschossigen Gründerzeitmietshauses mit Putzfassade, die Entwürfe lieferte Architekt E. August Stehmann. Einen Monat nach Antragsstellung am 15. Oktober 1889 wurde der Bau genehmigt und bis 20. April 1891 einschließlich des Hofgebäudes fertig gestellt. Ab 1905 war das Grundstück im Besitz von Fleischermeistern, die ihre im Hinterhaus hergestellten Waren jeweils im Laden des Vordergebäudes verkauften. Ein Projekt zur „Funktionsbereichmodernisierung“ wurde 1981 erarbeitet – Entwurf und Ausführung übernahm das VE KBR Leipzig. Die fünfgeschossige, acht Achsen breite Putzfassade zeigt eine einfache und strenge Gliederung mit wenig gründerzeitlichem Dekor. Erhalten die originale Ladenfront. LfD/2006 | 09300442  |
| Direkt Bild zu diesem Denkmal hochladen | Mietshaus in halboffener Bebauung in Ecklage | Eisenbahnstraße 107 (Karte)                                 | um 1895 (Mietshaus)                                                                    | Eckladen, Putzfassade mit Eckerker, zeittypische Stuckdekoration, baugeschichtlich von Bedeutung | 09294743  |
|                                         | Mietshaus in geschlossener Bebauung | Eisenbahnstraße 108 (Karte)                                 | um 1890 (Mietshaus)                                                                    | mit Tordurchfahrt und Laden, zeittypische Klinker-Putz-Fassade, Windfangtür, baugeschichtlich von Bedeutung | 09294739  |
| Weitere Bilder                          | Mietshaus in geschlossener Bebauung in Ecklage | Eisenbahnstraße 109 (Karte)                                 | um 1895 (Mietshaus)                                                                    | mit Eckladen, zeittypische Putzfassade, Eckerker mit Turmaufsatz, Paneele und Stuckkehle im Eingangsbereich, baugeschichtlich von Bedeutung | 09294744  |
|                                         | Mietshaus in geschlossener Bebauung und Hofgebäude | Eisenbahnstraße 110 (Karte)                                 | um 1895 (Mietshaus)                                                                    | Vorderhaus mit Tordurchfahrt, historisierende Klinkerfassade, Hofgebäude mit Fachwerkobergeschoss, ortsentwicklungsgeschichtlich und baugeschichtlich von Bedeutung | 09294740  |
| Direkt Bild zu diesem Denkmal hochladen | Mietshaus in geschlossener Bebauung | Eisenbahnstraße 111 (Karte)                                 | um 1895 (Mietshaus)                                                                    | mit Tordurchfahrt, mit Läden, zeittypische Klinkerfassade, baugeschichtlich von Bedeutung | 09294750  |
|                                         | Mietshaus in geschlossener Bebauung | Eisenbahnstraße 112 (Karte)                                 | um 1895 (Mietshaus)                                                                    | mit Tordurchfahrt und Läden, historistische Klinkerfassade mit Stuck- und Sandsteingliederung, baugeschichtlich von Bedeutung | 09294741  |
| Direkt Bild zu diesem Denkmal hochladen | Mietshaus in geschlossener Bebauung | Eisenbahnstraße 113b (Karte)                                | um 1895 (Mietshaus)                                                                    | mit Tordurchfahrt, mit Läden, zeittypische Klinkerfassade, baugeschichtlich von Bedeutung | 09294751  |
|                                         | Mietshaus in geschlossener Bebauung | Eisenbahnstraße 114 (Karte)                                 | um 1895 (Mietshaus)                                                                    | mit Tordurchfahrt, mit Laden, historisierende Putzfassade, preußische Kappe in der Tordurchfahrt | 09294742  |
| Direkt Bild zu diesem Denkmal hochladen | Straßenfassade und Dach eines Mietshauses in geschlossener Bebauung | Eisenbahnstraße 115 (Karte)                                 | 1897 (Straßenfassade und Dach)                                                         | historistische Klinkerfassade, preußische Kappe in der Tordurchfahrt, baugeschichtlich von Bedeutung Denkmaltext Mitte März 1897 wurde für das Grundstück des ehemaligen Leue & Weise'schen Areals der Bauantrag eingereicht für ein Wohn- und ein im Hof zu errichtendes Werkstellengebäude. Bereits ein halbes Jahr später fand die Schlussrevision des Vorderhauses und zwei Monate später die für das Werkstattgebäude statt. Als Unternehmer ist der Buchbinder Gustav Robert Schwerdtfeger namhaft, für Entwurf, Bauleitung und Statik der Architekt Richard Sachse, hinsichtlich der Erd- und Maurerarbeiten der Maurer J. W. Eduard Friedrich. Allein bis 1908 wechselte das Grundstück sechsmal den Besitzer. Ladenumbauten fanden 1908 und 1910 auf Veranlassung von Moritz Emil Hänig statt. Im Vorderhaus konnten in einer jeden Etage zwei unterschiedlich große Wohnungen abgemietet werden, mit zwei straßenseitig eingeordneten Stuben sowie Küche, Vorsaal und einer bzw. zwei Kammern zum Hof. Das neben einem Tor des Durchgangs komplett als Geschäftszone ausgebildete Erdgeschoss – der Zugang zum Treppenhaus ist rückwärtig eingeordnet – zeigt Verputz, die oberen Etagen Klinkerblender mit strengen Fensterrahmungen aus Kunststeinformteilen und lediglich vier kräftige Verdachungen mit Historismusstuck. Jeweils zwei seitliche Achsen sind als Risalite die Fassade klammernd konzipiert. Als Gegengewicht zur Vertikalgliederung gedacht sind das Stockgesims über dem Parterre und die beiden durchgezogenen Sohlbankgesimse des 1. und 4. Obergeschosses. Leider ist die Traufe geglättet. Beinahe komplett seiner Ausstattung beraubt zeigt sich das Gebäudeinnere im Ergebnis mehrerer gelegter Brände um die Jahre 2015/2018. Aufgrund des großen Verlustes an Originalsubstanz besitzen lediglich die im Ensemble mit Nummer 113 und Eisenbahnstraße 115b sehr wirkungsvolle Fassade sowie das Dach noch Denkmalwert. LfD/2019 | 09294752  |
| Direkt Bild zu diesem Denkmal hochladen | Mietshaus in ehemals geschlossener Bebauung | Eisenbahnstraße 115b (Karte)                                | um 1895 (Mietshaus)                                                                    | mit Tordurchfahrt, mit Laden, historistische Klinkerfassade, preußische Kappe in der Tordurchfahrt, baugeschichtlich von Bedeutung | 09294753  |
|                                         | Mietshaus in geschlossener Bebauung in Ecklage | Eisenbahnstraße 116 (Karte)                                 | um 1885 (Mietshaus)                                                                    | mit Läden, historisierende Putzfassade mit reicher Stuckdekoration und Eckerker, baugeschichtlich von Bedeutung | 09290719  |
| Direkt Bild zu diesem Denkmal hochladen | Mietshaus in geschlossener Bebauung in Ecklage | Eisenbahnstraße 118 (Karte)                                 | um 1895 (Mietshaus)                                                                    | Läden, Putzfassade mit reicher Stuckdekoration und Eckerker, Wandpaneele und Stuck im Eingangsbereich, baugeschichtlich von Bedeutung | 09294745  |
| Direkt Bild zu diesem Denkmal hochladen | Mietshaus in geschlossener Bebauung | Eisenbahnstraße 120 (Karte)                                 | um 1900 (Mietshaus)                                                                    | mit Läden, prächtige Putzfassade mit kräftiger Stuckgliederung, im neobarocken Stil, Stuck und Fußbodenfliesen im Eingangsbereich, baugeschichtlich von Bedeutung | 09294746  |
| Direkt Bild zu diesem Denkmal hochladen | Mietshaus in geschlossener Bebauung | Eisenbahnstraße 122 (Karte)                                 | um 1890 (Mietshaus)                                                                    | mit Tordurchfahrt und Läden, historisierende Putzfassade, Ladentür original, Fliesen und Holzbohlen in der Tordurchfahrt, baugeschichtlich von Bedeutung | 09294747  |
| Direkt Bild zu diesem Denkmal hochladen | Mietshaus in geschlossener Bebauung | Eisenbahnstraße 124 (Karte)                                 | um 1900 (Mietshaus)                                                                    | mit Tordurchfahrt, Läden, historisierende Putzfassade, baugeschichtlich von Bedeutung | 09294748  |
|                                         | Mietshaus in geschlossener Bebauung | Eisenbahnstraße 126 (Karte)                                 | um 1900 (Mietshaus)                                                                    | mit Tordurchfahrt, mit Laden, Putzfassade mit Kolossalpilastern, Stuck in der Tordurchfahrt, Windfangtür, baugeschichtlich von Bedeutung | 09294749  |
|                                         | Mietshaus in halboffener Bebauung in Ecklage | Eisenbahnstraße 127 (Karte)                                 | um 1895 (Mietshaus)                                                                    | mit Läden, historisierende Klinkerfassade, Eckerker, Stuck und Wandpaneele im Eingangsbereich, baugeschichtlich und städtebaulich von Bedeutung | 09294754  |
| Weitere Bilder                          | Mietshaus in halboffener Bebauung in Ecklage | Eisenbahnstraße 129 (Karte)                                 | um 1885 (Mietshaus)                                                                    | mit Laden, ehemals mit Eckladen, Klinker-Putz-Fassade im Stil des Historismus, Eckerker, Windfangtür, geätzte Treppenhausfenster, Deckenmalerei im Eingangsbereich, baugeschichtlich und städtebaulich von Bedeutung | 09294755  |
| Direkt Bild zu diesem Denkmal hochladen | Mietshaus in halboffener Bebauung | Eisenbahnstraße 131 (Karte)                                 | um 1912 (Mietshaus)                                                                    | Putzfassade mit Kastenerkern, Reformstil-Architektur, Haustür mit bleiverglastem Oberlicht, bleiverglaste Treppenhausfenster, Windfangtür mit facettiertem Glas, Marmor im Eingangsbereich Schablonenmalerei, baugeschichtlich von Bedeutung | 09294756  |
| Direkt Bild zu diesem Denkmal hochladen | Mietshaus in halboffener Bebauung | Eisenbahnstraße 133 (Karte)                                 | um 1905 (Mietshaus)                                                                    | zeittypische Klinkerfassade, bleiverglaste Treppenhausfenster, Deckenstuck und Fliesen im Eingangsbereich, baugeschichtlich von Bedeutung | 09292840  |
| Direkt Bild zu diesem Denkmal hochladen | Mietshaus in geschlossener Bebauung | Eisenbahnstraße 144 (Karte)                                 | um 1870 (Mietshaus)                                                                    | mit Hausdurchgang, Laden, historisierende Putzfassade noch mit klassizistischen Anklängen, Ladenfront um 1900, baugeschichtlich von Bedeutung | 09292845  |
|                                         | Mietshaus in geschlossener Bebauung | Eisenbahnstraße 145 (Karte)                                 | 1902–1903 (Mietshaus)                                                                  | ehemals mit zwei Läden, zeittypische Putzfassade, Jugendstildekor, baugeschichtlich von Bedeutung Denkmaltext Auf Sellerhäuser Flur ließen Max Große und der Maurermeister Friedrich August Große zwischen Oktober 1902 und Juni 1903 ein viergeschossiges Mietshaus erstehen. Die klar gegliederte Putzfassade zeigt Jugendstildekor, der sich jedoch zurückhaltend in den von gründerzeitlicher Bauauffassung geprägten Fassadenentwurf einfügt. Im Parterre zwei Ladenwohnungen und je drei Mietparteien in den Obergeschossen. Von 1959 der Plan zur Umnutzung des rechten Ladens zu Wohnzwecken, gleiche Idee für den links des Eingangs befindlichen Verkaufsraum 1974. Die Ausstattung weitgehend erhalten. LfD/2006 | 09300533  |
| Direkt Bild zu diesem Denkmal hochladen | Mietshaus in geschlossener Bebauung | Eisenbahnstraße 146 (Karte)                                 | um 1875 (Mietshaus)                                                                    | mit Tordurchfahrt, mit Läden, historisierende Putzfassade mit Kolossalpilastern, preußische Kappe in der Tordurchfahrt, baugeschichtlich von Bedeutung | 09292844  |
|                                         | Mietshaus in geschlossener Bebauung in Ecklage mit Vorgarten zur Geißlerstraße | Eisenbahnstraße 147                                         | 1902–1904 (Mehrfamilienwohnhaus)                                                       | Gaststätte im Erdgeschoss, Putzfassade, baugeschichtlich von Bedeutung Denkmaltext Mitte November 1901 wurde das erlassene Ortsgesetz bekannt gegeben, im Herbst 1902 der Aufteilungsplan der Baustellen und im Juni des Folgejahres die Ausführung eines Eckwohngebäudes zur Geißlerstraße genehmigt. Architekt Gustav Richard Sachse trat als Bauherr, Ausführender, Bauleiter auf und dürfte wohl auch die Zeichnungen gefertigt haben. Gelegen ist das Grundstück gegenüber einer 1863 in Betrieb genommenen Gasanstalt. Zunächst waren in den oberen Etagen zwei, im dritten Obergeschoss ihrer drei vorgesehen und für den Hausmann eine Wohnung unterm Dach, konzipiert waren u. a. auch innenliegende Bäder und Wasserspülaborte. Das Parterre sollte an der Hauptstraße einen Laden nebst rückwärtigem Kontor erhalten, an der Ecke und hinter dem Vorgartenbereich der Seitenstraße eine Gaststätte mit Gesellschaftszimmer. Am Johannistag 1904 nahm die Baubehörde die Schlussprüfung vor. Ein kleiner Umbau 1911 betraf den Bereich der Gastwirtschaft, ein Antrag 1924 zielte auf den Einbau einer zweiten Dachwohnung. Bereits 1934 übernahm die Stadtgemeinde Leipzig Grundstück und Haus, ließ 1947 den wirkungsvollen Eckturm abbrechen. Hofseitige Balkonanlagen fallen in den Zeitraum 2001/2002, die teilweise Beseitigung der handwerklich soliden und gestalterisch ansprechenden Ausstattung im Restaurantbereich das erste Halbjahr des Jahres 2018 (große Zwischentür zum Gesellschaftszimmer ist noch erhalten). Zwei Teilflächen der Fassade zeigen gelbes Klinkermauerwerk, ansonsten sind die Fronten verputzt, die Traufzone stark vereinfacht. Wenige Gliederungen aus Putzstrukturen und Kunststeinformteilen gestalten die teilweise geglättete Fassade, die insbesondere durch den Polygonalerker an der verbrochenen Ecke Aufmerksamkeit erzielt. Von bauherrschaftlichem Anspruch zeugt das Innere, hier Wohnungseingangstüren, Treppenhaus mit Ausmalung und der Eingangsbereich. Das Jugendstilgebäude in markanter Ecklage besitzt – zumal als ehemalige Gast-wirtschaft – einen baugeschichtlichen Wert. LfD/2018 | 09293871  |
| Direkt Bild zu diesem Denkmal hochladen | Mietshaus in geschlossener Bebauung in Ecklage | Eisenbahnstraße 148 (Karte)                                 | um 1895 (Mietshaus)                                                                    | mit Eckladen und Laden, historistische Klinkerfassade, Stuck im Eingangsbereich, baugeschichtlich von Bedeutung | 09292899  |
|                                         | Mietshaus in geschlossener Bebauung in Ecklage | Eisenbahnstraße 149 (Karte)                                 | um 1905 (Mietshaus)                                                                    | mit Eckladen und Laden, historistisch wirkende Klinkerfassade, Jugendstildekor, Eckerker, baugeschichtlich von Bedeutung | 09292808  |
| Direkt Bild zu diesem Denkmal hochladen | Mietshaus in geschlossener Bebauung in Ecklage | Eisenbahnstraße 150 (Karte)                                 | um 1875 (Mietshaus)                                                                    | mit Eckladen, historisierende Putzfassade, noch von klassizistischer Wirkung, baugeschichtlich von Bedeutung | 09292843  |
|                                         | Mietshaus in geschlossener Bebauung | Eisenbahnstraße 151 (Karte)                                 | um 1902 (Mietshaus)                                                                    | mit Laden, zeittypische Klinkerfassade, Wand- und Fußbodenfliesen, baugeschichtlich von Bedeutung | 09292807  |
| Direkt Bild zu diesem Denkmal hochladen | Mietshaus in geschlossener Bebauung | Eisenbahnstraße 152 (Karte)                                 | um 1875 (Mietshaus)                                                                    | mit Tordurchfahrt, historisierende Putzfassade, noch von klassizistischer Wirkung, im Innern Schablonenmalerei 1920er Jahre, baugeschichtlich von Bedeutung | 09292842  |
| Direkt Bild zu diesem Denkmal hochladen | Mietshaus in geschlossener Bebauung | Eisenbahnstraße 154 (Karte)                                 | um 1875 (Mietshaus)                                                                    | mit Tordurchfahrt, mit Laden, historistische Putzfassade, baugeschichtlich von Bedeutung | 09292841  |
|                                         | Mietshaus in ehemals geschlossener Bebauung in Ecklage | Eisenbahnstraße 155 (Karte)                                 | um 1902 (Mietshaus)                                                                    | ehemals mit Eckladen, Klinkerfassade mit drei Fachwerk-Erkern, Wandfliesen und Stuckkehle im Eingangsbereich, Kellerfenstergitter, baugeschichtlich von Bedeutung | 09292805  |
|                                         | Mietshaus in halboffener Bebauung in Ecklage | Eisenbahnstraße 161 (Karte)                                 | um 1910 (Mietshaus)                                                                    | mit Eckladen, Putzfassade mit Kastenerkern, Reformstil-Architektur, bleiverglaste Treppenhausfenster, Terrazzo und Jugendstilwandfliesen im Eingangsbereich, baugeschichtlich von Bedeutung | 09292802  |
|                                         | Kinogebäude | Eisenbahnstraße 162 (Karte)                                 | 1889 (Kino)                                                                            | ehemals Generatorengebäude der Gasanstalt Ost, Kino seit 1928, Ziegelbau mit verputztem, repräsentativem Schaugiebel zur Eisenbahnstraße, baugeschichtlich und ortsentwicklungsgeschichtlich von Bedeutung, technikhistorisch von Wert, Erinnerungswert, Bedeutung für die Volksbildung, seltenes Beispiel für die Umnutzung eines Technikgebäudes zum Kinotheater | 09292884  |
|                                         | Mietshäuser einer Wohnhauszeile | Eisenbahnstraße 164; 166; 168; 170 (Karte)                  | 1934–1936 (Mietshaus)                                                                  | Putzfassade im traditionalistischen Stil, bleiverglaste Treppenhausfenster, siehe auch Geißlerstraße 4-8, baugeschichtlich von Bedeutung | 09260946  |
| Direkt Bild zu diesem Denkmal hochladen | Mietshäuser einer Wohnhauszeile | Eisenbahnstraße 172a (Karte)                                | 1911–1912, Pläne nicht ausgeführt; 1936–1937                                           | Putzfassade im traditionalistischen Stil, Treppenhausfenster mit Resten von Bleiverglasung, siehe auch Paulinenstraße 10 sowie Eisenbahnstraße 172 und 172b, baugeschichtlich von Bedeutung | 09260949  |
| Direkt Bild zu diesem Denkmal hochladen | Mietshaus einer Wohnhausgruppe | Eisenbahnstraße 172b (Karte)                                | 1936–1937                                                                              | Putzfassade im traditionalistischen Stil, Treppenhausfenster mit Resten von Bleiverglasung, siehe auch Paulinenstraße 10 sowie Eisenbahnstraße 172/172a, baugeschichtlich von Bedeutung | 09307348  |
| Direkt Bild zu diesem Denkmal hochladen | Mietshaus in geschlossener Bebauung | Eisenbahnstraße 174 (Karte)                                 | um 1902 (Mietshaus)                                                                    | historisierende Klinkerfassade, Haustür mit originaler Klinke, baugeschichtlich von Bedeutung | 09292803  |
|                                         | Vier Mietshäuser in halboffener Bebauung | Eisenbahnstraße 176; 178; 180; 182 (Karte)                  | um 1915 (Mietshaus)                                                                    | kleine Wohnanlage zwischen Annenstraße und Bahngelände, Putzfassade, Reformstil-Architektur, baugeschichtlich von Bedeutung | 09261094  |
|                                         | Mietshaus in geschlossener Bebauung | Elisabethstraße 17 (Karte)                                  | um 1906 (Mietshaus)                                                                    | Mietshaus in geschlossener Bebauung; mit Tordurchfahrt und Laden, Putzfassade, Holzpaneele in Tordurchfahrt und Eingangsbereich, baugeschichtlich von Bedeutung | 09263739  |
|                                         | Mietshaus in geschlossener Bebauung in Ecklage | Elisabethstraße 19 (Karte)                                  | um 1895 (Mietshaus)                                                                    | Putzfassade, Jugendstilstuck im Eingangsbereich, baugeschichtlich von Bedeutung | 09290743  |
|                                         | Mietshaus in geschlossener Bebauung in Ecklage | Elisabethstraße 19a (Karte)                                 | um 1895 (Mietshaus)                                                                    | Putzfassade, Jugendstilstuck im Eingangsbereich, baugeschichtlich von Bedeutung | 09290742  |
|                                         | Mietshaus in geschlossener Bebauung | Elisabethstraße 21 (Karte)                                  | um 1905 (Mietshaus)                                                                    | Putzfassade, Jugendstilstuck im Eingangsbereich, Wandfliesen mit Abschlussleiste, baugeschichtlich von Bedeutung | 09263738  |
|                                         | Mietshaus in geschlossener Bebauung | Elisabethstraße 22 (Karte)                                  | um 1895 (Mietshaus)                                                                    | Putzfassade, geätzte Treppenhausfenster, baugeschichtlich von Bedeutung | 09294107  |
|                                         | Mietshaus in geschlossener Bebauung in Ecklage | Elisabethstraße 23 (Karte)                                  | um 1895 (Mietshaus)                                                                    | ehemals mit Eckladen, Putzfassade mit Resten reicher Stuckgliederung, Eckerker, baugeschichtlich von Bedeutung | 09292510  |
|                                         | Mietshaus in geschlossener Bebauung | Elisabethstraße 24 (Karte)                                  | 1894 (Mietshaus)                                                                       | mit Hausdurchgang, Klinkerfassade, Holzpaneele im Hausdurchgang, geätzte Treppenhausfenster, baugeschichtlich von Bedeutung Denkmaltext Noch im Dezember 1893 war Conrad Adolph Graf von Kleist für die Sicherung des letzten ihm in der Elisabethstraße gehörigen Baugrundstückes verantwortlich, am 18. Januar 1894 reichte der Eutritzscher Maurermeister Franz Hermann Seydel als neuer Besitzer den Bauantrag für ein Mietshaus und ein zweigeschossiges Werkstattgebäude im Hof ein. Unter den statischen Berechnungen befindet sich die Unterschrift von Architekt Gustav Bobach, der demzufolge mit Sicherheit wohl auch den Planentwurf lieferte. Ende Juli wurde die Schlussrevision beantragt, wobei im Hofgebäude nun auch eine Wohnnutzung für das erste Obergeschoss vorgesehen war. In der Besitzerfolge sind namhaft Klempnermeister Adolf Emil Littmann (ab 1899), Schlossermeister Franz Eduard Fritzsche (1921) und Heino Zimmer (1962 genannt). Der fünfgeschossige Gründerzeitbau mit Klinkerfassade, verputztem Erdgeschoss und Gliederungselementen aus Kunststein und Stuck. Besonders reicher Stuckdekor im Traufbereich mit Kymationleiste und Konsolen. Hinter der ansprechenden Fassade zwei Wohnungen pro Etage mit Vorsaal, Küche, zwei straßenseitig angeordneten Stuben und eine bzw. zwei Kammern, im Erdgeschoss linksseitig ein Durchgang, ehemals mit Holzpaneelen. Die Ausstattung weitgehend erhalten, das zeitgleich errichtete zweigeschossige Werkstattgebäude im Hof ist kein Denkmal. LfD/2009 | 09294391  |
|                                         | Mietshaus in geschlossener Bebauung | Elisabethstraße 25 (Karte)                                  | um 1905 (Mietshaus)                                                                    | Klinkerfassade, Windfangtür mit Ätzglas, Stuckkehle im Eingangsbereich, baugeschichtlich von Bedeutung | 09263737  |
|                                         | Mietshaus in geschlossener Bebauung | Elisabethstraße 26 (Karte)                                  | 1889 (Mietshaus)                                                                       | Klinkerfassade, Treppenhausfenster mit geätzter Verglasung, baugeschichtlich von Bedeutung | 09299339  |
|                                         | Mietshaus in geschlossener Bebauung | Elisabethstraße 27 (Karte)                                  | um 1908 (Mietshaus)                                                                    | mit Hausdurchgang, Laden, Klinkerfassade, Treppenhausfenster mit Resten geätzter Verglasung, baugeschichtlich von Bedeutung | 09263736  |
| Weitere Bilder                          | Mietshaus in geschlossener Bebauung | Elisabethstraße 28 (Karte)                                  | um 1900 (Mietshaus)                                                                    | mit Tordurchfahrt, Klinkerfassade, preußische Kappe in der Tordurchfahrt, baugeschichtlich von Bedeutung | 09294624  |
|                                         | Mietshaus in geschlossener Bebauung | Elisabethstraße 30 (Karte)                                  | um 1900 (Mietshaus)                                                                    | Klinkerfassade, Windfangtür, Stuck und Paneele im Eingangsbereich, baugeschichtlich von Bedeutung | 09294623  |
|                                         | Mietshaus in geschlossener Bebauung | Elisabethstraße 31 (Karte)                                  | um 1900 (Mietshaus)                                                                    | Klinkerfassade, Fußbodenfliesen und Paneele im Eingangsbereich, baugeschichtlich von Bedeutung | 09294621  |
|                                         | Mietshaus in geschlossener Bebauung in Ecklage | Elisabethstraße 32 (Karte)                                  | um 1900 (Mietshaus)                                                                    | mit Eckladen, Klinkerfassade, aufwendig gestaltete Wohnungstüren, baugeschichtlich von Bedeutung | 09294622  |
|                                         | Mietshaus in geschlossener Bebauung | Elisabethstraße 33 (Karte)                                  | um 1900 (Mietshaus)                                                                    | Klinkerfassade, eiserne verzierte Maueranker, Stuck im Eingangsbereich, baugeschichtlich von Bedeutung | 09294620  |
|                                         | Mietshaus in geschlossener Bebauung | Elisabethstraße 34 (Karte)                                  | um 1900 (Mietshaus)                                                                    | Klinkerfassade, Stuck im Eingangsbereich, baugeschichtlich von Bedeutung | 09294565  |
|                                         | Mietshaus in halboffener Bebauung in Ecklage | Elisabethstraße 35 (Karte)                                  | um 1900 (Mietshaus)                                                                    | ehemals mit Eckladen, Klinkerfassade, baugeschichtlich von Bedeutung | 09294619  |
| Weitere Bilder                          | Mietshaus in halboffener Bebauung | Elisabethstraße 36 (Karte)                                  | um 1900 (Mietshaus)                                                                    | mit Eckladen, Klinkerfassade mit Putzgliederung, Erker, baugeschichtlich von Bedeutung | 09294564  |
| Weitere Bilder                          | Mietshaus in halboffener Bebauung in Ecklage | Elisabethstraße 37 (Karte)                                  | um 1900 (Mietshaus)                                                                    | ehemals mit Eckladen, Klinkerfassade, Stuck im Eingangsbereich, baugeschichtlich von Bedeutung | 09294566  |
| Weitere Bilder                          | Mietshaus in geschlossener Bebauung mit Vorgarten | Geißlerstraße 1 (Karte)                                     | um 1903 (Mietshaus)                                                                    | Klinkerfassade, Jugendstildekor, Stuck und Windfangtür mit geätzten Scheiben im Eingangsbereich, baugeschichtlich von Bedeutung | 09292810  |
| Direkt Bild zu diesem Denkmal hochladen | Mietshaus in geschlossener Bebauung | Geißlerstraße 2 (Karte)                                     | um 1913 (Mietshaus)                                                                    | Putzfassade, Deckenstuck im Eingangsbereich, Treppenhausfenster mit Resten farbiger Bleiverglasung, Reformstil-Architektur, baugeschichtlich von Bedeutung | 09260947  |
|                                         | Mietshaus in geschlossener Bebauung mit Vorgarten | Geißlerstraße 3 (Karte)                                     | um 1902 (Mietshaus)                                                                    | mehrfarbige Klinkerfassade mit Jugendstilstuck und Fliesenfries, Wandpaneele und Stuck im Eingangsbereich, baugeschichtlich von Bedeutung | 09292811  |
| Direkt Bild zu diesem Denkmal hochladen | Mietshäuser einer Wohnhauszeile | Geißlerstraße 4; 6; 8 (Karte)                               | 1934–1936 (Mietshaus)                                                                  | Putzfassade im traditionalistischen Stil, bleiverglaste Treppenhausfenster, siehe auch Eisenbahnstraße 164-170, baugeschichtlich von Bedeutung | 09260945  |
|                                         | Mietshaus in geschlossener Bebauung mit Vorgarten | Geißlerstraße 5 (Karte)                                     | 1900/1905 (Mietshaus)                                                                  | zeittypische Klinkerfassade, Stuck und Fliesen im Eingangsbereich, baugeschichtlich von Bedeutung | 09292812  |
|                                         | Mietshaus in geschlossener Bebauung mit Vorgarten | Geißlerstraße 7 (Karte)                                     | 1900/1905 (Mietshaus)                                                                  | zeittypische Klinkerfassade, Stuck und Fliesen im Eingangsbereich, baugeschichtlich von Bedeutung | 09292813  |
|                                         | Mietshaus in geschlossener Bebauung mit Vorgarten | Geißlerstraße 9 (Karte)                                     | um 1902 (Mietshaus)                                                                    | Putzfassade mit Jugendstilstuck und eisernen Mauerankern, Deckenstuck und Wandmalerei im Eingangsbereich, baugeschichtlich von Bedeutung | 09292814  |
|                                         | Mietshaus in geschlossener Bebauung mit Vorgarten | Geißlerstraße 12 (Karte)                                    | um 1905 (Mietshaus)                                                                    | zeittypische Klinkerfassade, Haustür mit bleiverglastem Oberlicht, Treppenhausfenster mit farbiger Bleiverglasung, Jugendstil-Wandfliesen und Stuck im Eingangsbereich, baugeschichtlich von Bedeutung | 09292809  |
|                                         | Mietshaus in halboffener Bebauung in Ecklage, mit Vorgarten | Geißlerstraße 20 (Karte)                                    | um 1912 (Mietshaus)                                                                    | markant gestaltete Putzfassade mit Loggien, Reformstil-Architektur, baugeschichtlich von Bedeutung | 09292815  |
|                                         | Mietshaus in ehemals geschlossener Bebauung | Graßdorfer Straße 9 (Karte)                                 | um 1900 (Mietshaus)                                                                    | mit Hausdurchgang, zeittypische Klinkerfassade, Stuckrosetten in den Wohnungen, baugeschichtlich von Bedeutung | 09294713  |
|                                         | Mietshaus in geschlossener Bebauung | Graßdorfer Straße 10 (Karte)                                | um 1890 (Mietshaus)                                                                    | mit Hausdurchgang, historistische Putzfassade, baugeschichtlich von Bedeutung | 09290809  |
|                                         | Mietshaus in geschlossener Bebauung | Graßdorfer Straße 12 (Karte)                                | um 1890 (Mietshaus)                                                                    | mit Hausdurchgang, ehemals mit Laden, zeittypisch dekorierte Putzfassade im historistischen Stil, baugeschichtlich von Bedeutung | 09294710  |
|                                         | Mietshaus in ehemals geschlossener Bebauung | Graßdorfer Straße 13 (Karte)                                | um 1902 (Mietshaus)                                                                    | zeittypische Klinkerfassade, Reste geätzter Treppenhausfenster, Jugendstilstuck und Wandmalerei im Eingangsbereich, baugeschichtlich von Bedeutung | 09294711  |
|                                         | Mietshaus in ehemals geschlossener Bebauung | Graßdorfer Straße 30 (Karte)                                | um 1900 (Mietshaus)                                                                    | Klinkerfassade, jugendstiliger Dekor, baugeschichtlich von Bedeutung | 09294717  |
|                                         | Mietshaus in geschlossener Bebauung | Graßdorfer Straße 32 (Karte)                                | um 1890 (Mietshaus)                                                                    | mit Hausdurchgang, historisierende Putzfassade, baugeschichtlich von Bedeutung | 09294716  |
|                                         | Mietshaus in geschlossener Bebauung (bauliche Einheit mit Nr. 36) | Graßdorfer Straße 34 (Karte)                                | um 1910 (Mietshaus)                                                                    | zeittypische Klinkerfassade mit Mittelrisalit, baugeschichtlich von Bedeutung | 09294715  |
|                                         | Mietshaus in geschlossener Bebauung (bauliche Einheit mit Nr. 34) | Graßdorfer Straße 36 (Karte)                                | um 1910 (Mietshaus)                                                                    | zeittypische Klinkerfassade mit Mittelrisalit, baugeschichtlich von Bedeutung | 09294714  |
|                                         | Mietshaus in geschlossener Bebauung mit Vorgarten | Gretschelstraße 1 (Karte)                                   | um 1904 (Mietshaus)                                                                    | Klinkerfassade mit Jugendstilstuck, Fachwerkzwerchhaus im Dach, Holzpaneele und Stuck im Eingangsbereich, baugeschichtlich von Bedeutung | 09292828  |
|                                         | Mietshaus in halboffener Bebauung mit Vorgarten | Gretschelstraße 2 (Karte)                                   | um 1905 (Mietshaus)                                                                    | ehemals mit Laden, zeittypische Klinkerfassade, breites Zwerchhaus in Fachwerk, Holzpaneele und Stuck im Eingangsbereich, baugeschichtlich von Bedeutung | 09292827  |
|                                         | Mietshaus in geschlossener Bebauung mit Vorgarten | Gretschelstraße 3 (Karte)                                   | um 1905 (Mietshaus)                                                                    | mit Laden, zeittypische Klinkerfassade, baugeschichtlich von Bedeutung | 09292829  |
|                                         | Mietshaus in geschlossener Bebauung und Vorgarten | Gretschelstraße 4 (Karte)                                   | um 1905 (Mietshaus)                                                                    | mit Tordurchfahrt, Klinkerfassade mit betontem Seitenrisalit, schmiedeeiserne Kellerfenstergitter, preußische Kappe in der Tordurchfahrt, baugeschichtlich von Bedeutung | 09292826  |
|                                         | Mietshaus in geschlossener Bebauung mit Vorgarten | Gretschelstraße 5 (Karte)                                   | bezeichnet 1904 (Mietshaus)                                                            | Klinkerfassade mit Jugendstilstuck, Deckenstuck im Eingangsbereich, baugeschichtlich von Bedeutung | 09292830  |
|                                         | Mietshaus in geschlossener Bebauung mit Vorgarten | Gretschelstraße 6 (Karte)                                   | um 1907 (Mietshaus)                                                                    | zweifarbige Klinkerfassade, betonter Seitenrisalit, Wandmalerei und Stuck im Eingangsbereich, baugeschichtlich von Bedeutung | 09292825  |
|                                         | Mietshaus in geschlossener Bebauung mit Vorgarten | Gretschelstraße 7 (Karte)                                   | um 1903 (Mietshaus)                                                                    | historisierende Klinkerfassade mit Jugendstildekoration, baugeschichtlich von Bedeutung | 09292831  |
|                                         | Mietshaus in geschlossener Bebauung mit Vorgarten | Gretschelstraße 8 (Karte)                                   | um 1907 (Mietshaus)                                                                    | abwechslungsreich gestaltete Klinkerfassade, Fliesen und Stuck im Eingangsbereich, bleiverglaste Treppenhausfenster, baugeschichtlich von Bedeutung | 09292824  |
|                                         | Mietshaus in geschlossener Bebauung mit Vorgarten | Gretschelstraße 10 (Karte)                                  | um 1907 (Mietshaus)                                                                    | einfache Klinkerfassade, Wandpaneele und Stuck im Eingangsbereich, ortsentwicklungsgeschichtlich von Bedeutung | 09292823  |
|                                         | Mietshaus in halboffener Bebauung in Ecklage, mit Vorgarten | Gretschelstraße 12 (Karte)                                  | um 1915 (Mietshaus)                                                                    | ehemals mit Eckladen, historisierende Putzfassade, ortsentwicklungsgeschichtlich von Bedeutung | 09292465  |
| Weitere Bilder                          | Ehemaliges Rathaus | Hermann-Liebmann-Straße 42 (Karte)                          | um 1905 (Rathaus)                                                                      | repräsentative Klinkerfassade mit reicher Sand- und Kunststeingliederung, mit Eckerker und Balkon, im Stil des Historismus, baugeschichtlich und ortsgeschichtlich von Bedeutung | 09263727  |
| Direkt Bild zu diesem Denkmal hochladen | Doppelmietshaus in geschlossener Bebauung | Hermann-Liebmann-Straße 44; 46 (Karte)                      | um 1905 (Doppelmietshaus)                                                              | mit Tordurchfahrt, pilastergegliederte Putzfassade mit reichem Stuckdekor, baugeschichtlich von Bedeutung | 09292513  |
|                                         | Mietshaus in geschlossener Bebauung | Hermann-Liebmann-Straße 48 (Karte)                          | bezeichnet 1907 (Mietshaus)                                                            | mit Tordurchfahrt, mit Laden, zeittypische Klinkerfassade, Wohnungstüren mit schönen Supraporten, baugeschichtlich von Bedeutung | 09263726  |
|                                         | Mietshaus in ehemals geschlossener Bebauung | Hermann-Liebmann-Straße 50 (Karte)                          | bezeichnet 1907 (Mietshaus)                                                            | mit Läden, Klinkerfassade, Jugendstilstuck und Wandfliesen mit Abschlussleiste im Eingangsbereich, baugeschichtlich von Bedeutung | 09263725  |
|                                         | Mietshaus in geschlossener Bebauung in Ecklage | Hermann-Liebmann-Straße 86 (Karte)                          | um 1890 (Mietshaus)                                                                    | mit Hausdurchgang, mit Läden, historisierende Klinkerfassade, Eckerker und Eckturm mit Helm, baugeschichtlich von Bedeutung | 09294670  |
|                                         | Mietshaus in geschlossener Bebauung | Hermann-Liebmann-Straße 88 (Karte)                          | um 1890 (Mietshaus)                                                                    | mit Läden, historisierende Putzfassade, baugeschichtlich von Bedeutung | 09294607  |
|                                         | Mietshaus in geschlossener Bebauung | Hermann-Liebmann-Straße 90 (Karte)                          | um 1890 (Mietshaus)                                                                    | mit Läden, reich dekorierte Putzfassade, Ladenfronten original, Gebäude im Stil der Neorenaissance, baugeschichtlich von Bedeutung | 09294608  |
|                                         | Mietshaus in geschlossener Bebauung in Ecklage | Hermann-Liebmann-Straße 92 (Karte)                          | um 1895 (Mietshaus)                                                                    | mit Tordurchfahrt, Eckladen, historisierende Putzfassade, baugeschichtlich von Bedeutung | 09294609  |
| Direkt Bild zu diesem Denkmal hochladen | Sachgesamtheitsbestandteil obiger Sachgesamtheit, mit folgenden Einzeldenkmalen: Stellwerk B 34 (siehe Einzeldenkmaldokumente Obj. 09260941 – Kohlweg, ohne Nr.), Stellwerk R 33 (siehe Einzeldenkmaldokumente Obj. 09294151 – Hermann-Liebmann-Straße 108) sowie mit folgenden Sachgesamtheitsteilen: weitere Eisenbahnbauten (Hermann-Liebmann-Straße 108) – (siehe auch Sachgesamtheitsdokument – Obj. 09304785, Willy-Brandt-Platz 7) | Hermann-Liebmann-Straße 108 (Karte)                         | um 1905 (Eisenbahnbauten)                                                              | ehemaliges Bahnbetriebswerk Süd der Sächsischen Staatsbahn bzw. der Deutschen Reichsbahn 2015 abgebrochen, eisenbahnhistorisch und technikgeschichtlich von Bedeutung | 09304792  |
|                                         | Einzeldenkmale obiger Sachgesamtheit: Stellwerk (das dazugehörige Bahnbetriebswerk 2015 abgebrochen, siehe auch Sachgesamtheitsbestandteildokument – Obj. 09304792, Hermann-Liebmann-Straße 108) | Hermann-Liebmann-Straße 108 (Karte)                         | um 1905 (Stellwerk)                                                                    | Bahnbetriebswerk (mit Ringlokschuppen und Drehscheibe, Besandungs- sowie Entschlackungsanlage, Wasserkran) erbaut als Heizhaus Süd (C) der Sächsischen Staatseisenbahn, später Bahnbetriebswerk der Deutschen Reichsbahn, eisenbahnhistorisch und technikgeschichtlich von Bedeutung | 09294151  |
|                                         | Mietshaus in geschlossener Bebauung in Ecklage | Hildegardstraße 36 (Karte)                                  | um 1895 (Mietshaus)                                                                    | mit Eckladen, historisierende Klinkerfassade mit Stuck- und Putzgliederung, baugeschichtlich von Bedeutung | 09263732  |
|                                         | Mietshaus in geschlossener Bebauung | Hildegardstraße 38 (Karte)                                  | um 1895 (Mietshaus)                                                                    | mit Hausdurchgang und Gaststätte, Putzfassade mit Stuckgliederung, baugeschichtlich von Bedeutung | 09294680  |
|                                         | Mietshaus in geschlossener Bebauung | Hildegardstraße 40 (Karte)                                  | um 1897 (Mietshaus)                                                                    | mit Tordurchfahrt, Laden mit originaler Ladenfront, zweifarbige, historisierende Klinkerfassade, Reste geätzter Treppenhausfenster, baugeschichtlich von Bedeutung | 09290727  |
|                                         | Mietshaus in geschlossener Bebauung | Hildegardstraße 42 (Karte)                                  | um 1895 (Mietshaus)                                                                    | mit Tordurchfahrt und mit Laden, zeittypische Klinkerfassade, baugeschichtlich von Bedeutung | 09294679  |
|                                         | Mietshaus in geschlossener Bebauung | Hildegardstraße 43 (Karte)                                  | um 1890 (Mietshaus)                                                                    | mittenbetonte, historistische Putzfassade, baugeschichtlich von Bedeutung | 09294683  |
|                                         | Mietshaus in geschlossener Bebauung | Hildegardstraße 45 (Karte)                                  | um 1895 (Mietshaus)                                                                    | historisierende, gut dekorierte Putzfassade, Stuck im Eingangsbereich, baugeschichtlich von Bedeutung | 09294681  |
|                                         | Mietshaus in geschlossener Bebauung | Hildegardstraße 46 (Karte)                                  | um 1900 (Mietshaus)                                                                    | historisierende Putzfassade, baugeschichtlich von Bedeutung | 09294613  |
|                                         | Mietshaus in geschlossener Bebauung | Hildegardstraße 47 (Karte)                                  | um 1897 (Mietshaus)                                                                    | mit Laden, reich gestaltete Putzfassade, Stuck im Eingangsbereich, baugeschichtlich von Bedeutung | 09294682  |
| Weitere Bilder                          | Mietshaus in geschlossener Bebauung (bauliche Einheit mit Nr. 51) | Hildegardstraße 49 (Karte)                                  | um 1895 (Mietshaus)                                                                    | historisierende Putzfassade, baugeschichtlich und ortsentwicklungsgeschichtlich bedeutsam als Zeugnis der Ortserweiterung Volkmarsdorf | 09294673  |
| Weitere Bilder                          | Mietshaus in geschlossener Bebauung (bauliche Einheit mit Nr. 49) | Hildegardstraße 51 (Karte)                                  | um 1895 (Mietshaus)                                                                    | mit Tordurchfahrt, wohl ehemals mit Laden, historisierende Putzfassade, preußische Kappe in der Tordurchfahrt, baugeschichtlich und ortsentwicklungsgeschichtlich bedeutsam als Zeugnis der Ortserweiterung Volkmarsdorf | 09294674  |
|                                         | Mietshaus in halboffener Bebauung in Ecklage | Hildegardstraße 52 (Karte)                                  | um 1900 (Mietshaus)                                                                    | mit zugesetztem Eckladen, zeittypische Klinkerfassade, Stuckrahmen um die Wohnungstüren, baugeschichtlich von Bedeutung | 09294572  |
|                                         | Mietshaus in halboffener Bebauung in Ecklage | Hildegardstraße 53 (Karte)                                  | um 1900 (Mietshaus)                                                                    | mit Eckladen, historistische Putzfassade, baugeschichtlich von Bedeutung | 09294578  |
|                                         | Mietshaus in geschlossener Bebauung in Ecklage | Idastraße 23 (Karte)                                        | um 1895 (Mietshaus)                                                                    | Putzfassade, Stuckkehle im Eingangsbereich und Fußbodenfliesen-Muster, Fassade im Stil der Neorenaissance, baugeschichtlich von Bedeutung | 09294358  |
|                                         | Mietshaus in geschlossener Bebauung | Idastraße 25 (Karte)                                        | um 1895 (Mietshaus)                                                                    | mit Hausdurchgang, historistische Putzfassade, baugeschichtlich von Bedeutung | 09263745  |
|                                         | Mietshaus in geschlossener Bebauung | Idastraße 27 (Karte)                                        | um 1895 (Mietshaus)                                                                    | mit Tordurchfahrt, historisierende Putzfassade, baugeschichtlich von Bedeutung | 09263746  |
|                                         | Mietshaus in geschlossener Bebauung | Idastraße 29 (Karte)                                        | um 1900 (Mietshaus)                                                                    | Klinkerfassade, im Stil der Neorenaissance, baugeschichtlich von Bedeutung | 09290710  |
|                                         | Mietshaus in geschlossener Bebauung | Idastraße 31 (Karte)                                        | um 1900 (Mietshaus)                                                                    | historisierende Putzfassade, aufwendiger Stuck in den Fensterverdachungen, baugeschichtlich von Bedeutung | 09294634  |
|                                         | Mietshaus in geschlossener Bebauung | Idastraße 33 (Karte)                                        | um 1900 (Mietshaus)                                                                    | zeittypische Klinkerfassade, Windfangtür mit geätztem Oberlicht, baugeschichtlich von Bedeutung | 09294633  |
|                                         | Mietshaus in geschlossener Bebauung | Idastraße 34 (Karte)                                        | um 1900 (Mietshaus)                                                                    | zweifarbige Klinkerfassade, Holzpaneele und Stuck im Eingangsbereich, baugeschichtlich von Bedeutung | 09263747  |
|                                         | Mietshaus in halboffener Bebauung in Ecklage | Idastraße 35 (Karte)                                        | um 1900 (Mietshaus)                                                                    | mit zugesetztem Eckladen, historisierende Putzfassade mit Eckbetonung, Stuck und Fußbodenfliesen im Eingangsbereich, baugeschichtlich von Bedeutung | 09294630  |
|                                         | Mietshaus in geschlossener Bebauung | Idastraße 36 (Karte)                                        | um 1895 (Mietshaus)                                                                    | mit Tordurchfahrt, zeittypische Putzfassade, Treppenhausfenster mit Resten geätzter Verglasung, Stuck und preußische Kappe in der Tordurchfahrt, baugeschichtlich von Bedeutung | 09263748  |
|                                         | Mietshaus in geschlossener Bebauung | Idastraße 36b (Karte)                                       | um 1902 (Mietshaus)                                                                    | mit Hausdurchgang und Laden, historisierende Putzfassade, Ladentür original, baugeschichtlich von Bedeutung | 09263749  |
|                                         | Mietshaus in halboffener Bebauung und Ecklage | Idastraße 37 (Karte)                                        | um 1900 (Mietshaus)                                                                    | Klinkerfassade mit Stuck- und Kunststeingliederung, baugeschichtlich von Bedeutung | 09294592  |
|                                         | Mietshaus in geschlossener Bebauung | Idastraße 38 (Karte)                                        | 1889–1890 (Mietshaus)                                                                  | mit Hausdurchgang, zeittypische Putzfassade, Historismusbau mit ortsteilentwicklungsgeschichtlichem und baugeschichtlichem Wert Denkmaltext Bauunternehmer Friedrich Wilhelm Teichmann ließ durch den Architekten E. August Stehmann ein Vorderwohngebäude “nebst kleinem Waschhäuschen” sowie ein Bäckerei-Werkstattgebäude im Hof errichten, die Baugenehmigung erging im Juli 1889, die Schlussabnahme erfolgte im Juli 1890. Das Grundstück blieb fest in “Bäckerhand”: 1900 übernahm Bäckermeister Ernst Richard Rösch, 1909 Bäckermeister Max Richard Kühne und ab 1927 seine Witwe Luise Minna geb. Hannsmann sowie Johanna Margarete led. Böttger. Im Jahr 1929 Übergang in Hände von Bäckermeister Bruno Hugo Dittrich, der auch Eigentümer in den Jahren blieb, in denen der Bäckermeister Friedrich Rudolph das Geschäft führte. Ein Abbruch der Hofbebauung wurde 1983 im Rahmen des “Modernisierungskomplexes Ostvorstadt” geprüft, 1986 Projekterstellung zur Funktionsbereichsmodernisierung. Das Haus mit Putzfassade, markanten weil kräftigen Fensterbänken und -verdachungen aus Sandstein, historistischem Stuckdekor sowie ehemals Laden. Entgegen der Planzeichnung von 1889 liegt der Hauseingang nicht straßenseitig, sondern im Hof, die Zuwegung erfolgt über eine Tordurchfahrt. Der Historismusbau mit ortsteilentwicklungsgeschichtlichem und baugeschichtlichem Wert. LfD/2012 | 09294635  |
| Weitere Bilder                          | Mietshaus in halboffener Bebauung in Ecklage | Idastraße 39 (Karte)                                        | um 1900 (Mietshaus)                                                                    | mit zugesetztem Eckladen, Klinkerfassade, Anklänge an den neobarocken Stil, baugeschichtlich von Bedeutung | 09294559  |
|                                         | Mietshaus in geschlossener Bebauung | Idastraße 40 (Karte)                                        | um 1900 (Mietshaus)                                                                    | historisierende Putzfassade, mit ortsteilentwicklungsgeschichtlichem und baugeschichtlichem Wert | 09294636  |
| Weitere Bilder                          | Mietshaus in halboffener Bebauung in Ecklage | Idastraße 41 (Karte)                                        | um 1900 (Mietshaus)                                                                    | ehemals mit Laden, Klinkerfassade mit Eckerker, Stuck im Eingangsbereich, im Stil des Historismus, baugeschichtlich von Bedeutung | 09290704  |
| Weitere Bilder                          | Mietshaus in halboffener Bebauung mit Vorgarten | Ihmelsstraße 1 (Karte)                                      | um 1900 (Mietshaus)                                                                    | zeittypische Klinkerfassade, baugeschichtlich von Bedeutung | 09294724  |
|                                         | Mietshaus in halboffener Bebauung | Ihmelsstraße 2 (Karte)                                      | um 1898 (Mietshaus)                                                                    | historistische Klinkerfassade, geätzte Treppenhausfenster, baugeschichtlich von Bedeutung | 09294733  |
|                                         | Mietshaus in geschlossener Bebauung mit Vorgarten und Einfriedung | Ihmelsstraße 3 (Karte)                                      | um 1900 (Mietshaus)                                                                    | mit Tordurchfahrt, Klinkerfassade mit Jugendstildekor, baugeschichtlich von Bedeutung | 09294725  |
|                                         | Mietshaus in geschlossener Bebauung | Ihmelsstraße 4 (Karte)                                      | um 1900 (Mietshaus)                                                                    | zeittypische Putz-Klinker-Fassade, baugeschichtlich von Bedeutung | 09294732  |
| Weitere Bilder                          | Mietshaus in geschlossener Bebauung mit Vorgarten | Ihmelsstraße 5 (Karte)                                      | um 1902 (Mietshaus)                                                                    | Klinkerfassade, Stuck und Holzpaneele im Eingangsbereich, baugeschichtlich von Bedeutung | 09294726  |
|                                         | Mietshaus in geschlossener Bebauung | Ihmelsstraße 6 (Karte)                                      | um 1895 (Mietshaus)                                                                    | zweifarbige Klinkerfassade, baugeschichtlich von Bedeutung | 09294723  |
|                                         | Mietshaus in geschlossener Bebauung (bauliche Einheit mit Nr. 9) und Vorgarten | Ihmelsstraße 7 (Karte)                                      | um 1897 (Mietshaus)                                                                    | mit Tordurchfahrt, mit Laden, Klinkerfassade mit Kastenerker, bleiverglaste Treppenhausfenster, Wandfliesen und Stuck im Eingangsbereich, baugeschichtlich von Bedeutung | 09294727  |
|                                         | Mietshaus in geschlossener Bebauung | Ihmelsstraße 8 (Karte)                                      | um 1895 (Mietshaus)                                                                    | zeittypische Klinkerfassade, Stuck und Holzpaneele im Eingangsbereich, baugeschichtlich von Bedeutung | 09294722  |
|                                         | Mietshaus in geschlossener Bebauung (bauliche Einheit mit Nr. 7), mit Vorgarten | Ihmelsstraße 9 (Karte)                                      | um 1897 (Mietshaus)                                                                    | Klinkerfassade mit Kastenerker, Stuck und Paneele im Eingangsbereich, baugeschichtlich von Bedeutung | 09294728  |
|                                         | Mietshaus in geschlossener Bebauung | Ihmelsstraße 10 (Karte)                                     | um 1895 (Mietshaus)                                                                    | zeittypische Klinkerfassade, baugeschichtlich von Bedeutung | 09294721  |
|                                         | Mietshaus in geschlossener Bebauung und Vorgarten | Ihmelsstraße 11 (Karte)                                     | um 1900 (Mietshaus)                                                                    | mit Tordurchfahrt, Klinkerfassade, Stuck in der Tordurchfahrt und im Eingangsbereich, Schablonenmalerei im Innern, baugeschichtlich von Bedeutung | 09294729  |
|                                         | Mietshaus in geschlossener Bebauung | Ihmelsstraße 12 (Karte)                                     | um 1880 (Mietshaus)                                                                    | mit Laden, zeittypische Putzfassade, Ladenfront original, baugeschichtlich von Bedeutung | 09290740  |
|                                         | Mietshaus in geschlossener Bebauung und Vorgarten | Ihmelsstraße 13 (Karte)                                     | um 1900 (Mietshaus)                                                                    | mit Tordurchfahrt, zeittypische Klinkerfassade, baugeschichtlich von Bedeutung | 09294730  |
| Weitere Bilder                          | Schule | Ihmelsstraße 14 (Karte)                                     | bezeichnet 1907 (Schule)                                                               | Putzfassade, Reformstil-Architektur, ortshistorisch und baugeschichtlich von Bedeutung | 09294707  |
| Weitere Bilder                          | Mietshaus in geschlossener Bebauung mit Vorgarten und Einfriedung | Ihmelsstraße 15 (Karte)                                     | um 1900 (Mietshaus)                                                                    | mit Tordurchfahrt, historisierende Klinkerfassade, baugeschichtlich von Bedeutung | 09294731  |
| Direkt Bild zu diesem Denkmal hochladen | Sachgesamtheitsbestandteil obiger Sachgesamtheit, mit folgenden Einzeldenkmalen: Stellwerk B 34 (siehe Einzeldenkmaldokumente Obj. 09260941 – Kohlweg, ohne Nr.), Stellwerk R 33 (siehe Einzeldenkmaldokumente Obj. 09294151 – Hermann-Liebmann-Straße 108) sowie mit folgenden Sachgesamtheitsteilen: weitere Eisenbahnbauten (Hermann-Liebmann-Straße 108) – (siehe auch Sachgesamtheitsdokument – Obj. 09304785, Willy-Brandt-Platz 7) | Kohlweg (Karte)                                             | um 1905 (Eisenbahnbauten)                                                              | ehemaliges Bahnbetriebswerk Süd der Sächsischen Staatsbahn bzw. der Deutschen Reichsbahn 2015 abgebrochen, eisenbahnhistorisch und technikgeschichtlich von Bedeutung | 09304792  |
| Direkt Bild zu diesem Denkmal hochladen | Einzeldenkmal obiger Sachgesamtheit: Stellwerk (mit Ausstattung) im ehemals sächsischen Betriebsteil des Leipziger Hauptbahnhofs (siehe auch Sachgesamtheitsbestandteildokument – Obj. 09304792) | Kohlweg (Karte)                                             | um 1900 (Stellwerk)                                                                    | Einzeldenkmal obiger Sachgesamtheit: Stellwerk (mit Ausstattung) im ehemals sächsischen Betriebsteil des Leipziger Hauptbahnhofs (siehe auch Sachgesamtheitsbestandteildokument – Obj. 09304792); ursprünglich Stellerei IX, mechanisches Bedienwerk, (Stellwerk B 34 an der Strecke 6363); Klinkerbau mit verbrettertem Obergeschoss, baugeschichtlicher Wert, besonders eisenbahngeschichtlich und -technisch von Bedeutung | 09260941  |
|                                         | Mietshaus in geschlossener Bebauung | Konradstraße 39 (Karte)                                     | um 1895 (Mietshaus)                                                                    | mit Tordurchfahrt, ehemals mit Laden, historisierende Klinkerfassade, Holzpaneele im Eingangsbereich, baugeschichtlich von Bedeutung | 09263729  |
|                                         | Mietshaus in geschlossener Bebauung | Konradstraße 41 (Karte)                                     | um 1895 (Mietshaus)                                                                    | mit Tordurchfahrt und Laden, historisierende Putzfassade mit Stuckdekor, Holzpaneele und preußische Kappe in der Tordurchfahrt, baugeschichtlich von Bedeutung | 09263730  |
|                                         | Mietshaus in geschlossener Bebauung in Ecklage | Konradstraße 43 (Karte)                                     | um 1895 (Mietshaus)                                                                    | gut gegliederte, historisierende Klinkerfassade, reicher Stuck im Eingangsbereich, Treppenhaus mit Kassettendecke, baugeschichtlich von Bedeutung | 09263731  |
|                                         | Mietshaus in geschlossener Bebauung | Konradstraße 45 (Karte)                                     | um 1895 (Mietshaus)                                                                    | mit Tordurchfahrt, historisierende Klinkerfassade, Windfangtür, baugeschichtlich von Bedeutung | 09263733  |
|                                         | Mietshaus in geschlossener Bebauung und Werkstattgebäude im Hof | Konradstraße 47 (Karte)                                     | um 1895 (Mietshaus)                                                                    | Vorderhaus mit Tordurchfahrt und Laden, Putzfassade mit Stuckdekor, Ladenfront original, preußische Kappe in der Tordurchfahrt, baugeschichtlich von Bedeutung | 09294351  |
|                                         | Mietshaus in geschlossener Bebauung | Konradstraße 49 (Karte)                                     | um 1895 (Mietshaus)                                                                    | mit Tordurchfahrt, Putzfassade mit Stuckdekor, preußische Kappe in der Tordurchfahrt, baugeschichtlich von Bedeutung | 09294357  |
|                                         | Mietshaus in geschlossener Bebauung | Konradstraße 56 (Karte)                                     | um 1903 (Mietshaus)                                                                    | mit Laden, prachtvolle Putz-Klinker-Fassade im Jugendstil, reicher Jugendstilstuck im Eingangsbereich, baugeschichtlich von Bedeutung | 09263734  |
|                                         | Mietshaus in geschlossener Bebauung | Konradstraße 57 (Karte)                                     | um 1890 (Mietshaus)                                                                    | mit Tordurchfahrt, zwei Läden mit originalen Ladenfronten, historistische Putzfassade mit reicher Stuckdekoration, bauhistorischer Wert | 09263750  |
|                                         | Mietshaus in geschlossener Bebauung | Konradstraße 58 (Karte)                                     | um 1903 (Mietshaus)                                                                    | mit Laden, Putz-Klinker-Fassade im Jugendstil, Ladenfront original, baugeschichtlich von Bedeutung | 09263735  |
|                                         | Mietshaus in geschlossener Bebauung in Ecklage | Konradstraße 58a (Karte)                                    | um 1905 (Mietshaus)                                                                    | mit Gaststätte, Putzfassade mit Jugendstildekor, baugeschichtlich von Bedeutung | 09294698  |
|                                         | Mietshaus in geschlossener Bebauung | Konradstraße 61 (Karte)                                     | um 1895 (Mietshaus)                                                                    | mit Tordurchfahrt, historisierende Klinkerfassade, baugeschichtlich von Bedeutung | 09294359  |
|                                         | Mietshaus in geschlossener Bebauung | Konradstraße 62 (Karte)                                     | um 1895 (Mietshaus)                                                                    | mit Tordurchfahrt, historisierende Klinkerfassade mit Stuckdekor, baugeschichtlich von Bedeutung | 09263741  |
|                                         | Mietshaus in geschlossener Bebauung | Konradstraße 64 (Karte)                                     | um 1900 (Mietshaus)                                                                    | mit Tordurchfahrt, mit Laden, historisierende Klinkerfassade mit Stuckdekor, baugeschichtlich von Bedeutung | 09290709  |
|                                         | Mietshaus in halboffener Bebauung | Konradstraße 65 (Karte)                                     | um 1900 (Mietshaus)                                                                    | historisierende Klinkerfassade, reicher Stuck im Eingangsbereich, Windfangtür mit geätzten Scheiben, bauhistorischer Wert | 09263743  |
|                                         | Mietshaus in ehemals geschlossener Bebauung | Konradstraße 66 (Karte)                                     | um 1908 (Mietshaus)                                                                    | zeittypische Klinkerfassade, Stuck im Eingangsbereich, baugeschichtlich von Bedeutung | 09263742  |
|                                         | Schule, mit Vorgarten | Konradstraße 67 (Karte)                                     | 1889 (Schule)                                                                          | zeittypischer Putzbau, durch Mittelrisalit und zwei Seitenrisalite gegliedert, baugeschichtlich und ortsgeschichtlich von Bedeutung | 09263744  |
|                                         | Doppelmietshaus in geschlossener Bebauung und in Ecklage | Krönerstraße 2; 2a (Karte)                                  | um 1910, im Kern älter (Doppelmietshaus)                                               | Putzfassade mit breitem Kastenerker zur Wurzner Straße, Balkons mit eisernen Balkongittern, Reformstil-Architektur, baugeschichtlich von Bedeutung | 09292872  |
|                                         | Mietshaus in halboffener Bebauung | Krönerstraße 4 (Karte)                                      | um 1895 (Mietshaus)                                                                    | zeittypische Klinkerfassade, baugeschichtlich von Bedeutung | 09292873  |
|                                         | Mietshaus in halboffener Bebauung in Ecklage, mit Einfriedung und Vorgarten zur Ihmelsstraße | Krönerstraße 6 (Karte)                                      | um 1900 (Mietshaus)                                                                    | mit Laden, zeittypische Klinkerfassade, baugeschichtlich von Bedeutung | 09292874  |
|                                         | Mietshaus in halboffener Bebauung in Ecklage | Krönerstraße 8 (Karte)                                      | um 1902 (Mietshaus)                                                                    | reich gestaltete Klinkerfassade mit Eckerker, im Innern Schablonenmalerei, Stuck und Paneele im Eingangsbereich, baugeschichtlich von Bedeutung | 09294720  |
|                                         | Handschwengelpumpe mit Brunnenschacht und Abdeckplatte | Ludwigstraße (Karte)                                        | 1899 (Handschwengelpumpe)                                                              | vor Nummer 99, Typ Delphin, ortsgeschichtlich von Bedeutung | 09294584  |
|                                         | Handschwengelpumpe mit Brunnenschacht und Abdeckplatte | Ludwigstraße (Karte)                                        | 1899 (Handschwengelpumpe)                                                              | vor Haus Nummer 115, Typ Delphin, ortsgeschichtlich von Bedeutung | 09294594  |
|                                         | Mietshaus in geschlossener Bebauung | Ludwigstraße 70 (Karte)                                     | um 1900 (Mietshaus)                                                                    | mit Tordurchfahrt, Klinkerfassade mit Kunststeingliederung, baugeschichtlich von Bedeutung | 09294610  |
|                                         | Mietshaus in geschlossener Bebauung | Ludwigstraße 72 (Karte)                                     | um 1900 (Mietshaus)                                                                    | mit Tordurchfahrt, Klinkerfassade, baugeschichtlich von Bedeutung | 09294611  |
|                                         | Mietshaus in geschlossener Bebauung in Ecklage | Ludwigstraße 76 (Karte)                                     | um 1900 (Mietshaus)                                                                    | mit Tordurchfahrt, zugesetzter Eckladen, Putzfassade, Stuckreste im Eingangsbereich, baugeschichtlich von Bedeutung | 09294614  |
|                                         | Mietshaus in geschlossener Bebauung | Ludwigstraße 78 (Karte)                                     | um 1900 (Mietshaus)                                                                    | Klinkerfassade, baugeschichtlich von Bedeutung | 09294615  |
| Weitere Bilder                          | Mietshaus in geschlossener Bebauung | Ludwigstraße 80 (Karte)                                     | um 1900 (Mietshaus)                                                                    | Klinkerfassade, Stuck und Holzpaneele im Eingangsbereich, baugeschichtlich von Bedeutung | 09294616  |
|                                         | Mietshaus in geschlossener Bebauung | Ludwigstraße 82 (Karte)                                     | um 1900 (Mietshaus)                                                                    | Klinker-Putz-Fassade, Stuckkehle im Eingangsbereich, baugeschichtlich von Bedeutung | 09294617  |
|                                         | Mietshaus in halboffener Bebauung | Ludwigstraße 84 (Karte)                                     | um 1900 (Mietshaus)                                                                    | Putz-Klinker-Fassade, Stuckkehle im Eingangsbereich, baugeschichtlich von Bedeutung | 09294618  |
|                                         | Mietshaus in geschlossener Bebauung | Ludwigstraße 86 (Karte)                                     | um 1900 (Mietshaus)                                                                    | mit Tordurchfahrt, ehemals mit Laden, Klinkerfassade, Windfangtür mit geätzter Verglasung, baugeschichtlich von Bedeutung | 09294625  |
|                                         | Mietshaus in geschlossener Bebauung | Ludwigstraße 87 (Karte)                                     | um 1895 (Mietshaus)                                                                    | mit Hausdurchgang, Klinkerfassade, baugeschichtlich von Bedeutung | 09294577  |
|                                         | Mietshaus in geschlossener Bebauung | Ludwigstraße 88 (Karte)                                     | um 1900 (Mietshaus)                                                                    | mit Tordurchfahrt, Klinkerfassade, Stuck im Eingangsbereich, baugeschichtlich von Bedeutung | 09294626  |
|                                         | Mietshaus in geschlossener Bebauung | Ludwigstraße 89 (Karte)                                     | um 1900 (Mietshaus)                                                                    | Klinkerfassade, Jugendstilwandfliesen im Treppenhaus, Stuckreste im Eingangsbereich, baugeschichtlich von Bedeutung | 09294579  |
| Weitere Bilder                          | Mietshaus in geschlossener Bebauung | Ludwigstraße 90 (Karte)                                     | um 1901 (Mietshaus)                                                                    | Klinkerfassade, Stuck im Eingangsbereich, baugeschichtlich von Bedeutung | 09294627  |
|                                         | Mietshaus in halboffener Bebauung | Ludwigstraße 90a (Karte)                                    | um 1901 (Mietshaus)                                                                    | wohl ehemals mit Laden, Klinkerfassade, Haustür mit facettiertem Glas, baugeschichtlich von Bedeutung | 09294628  |
|                                         | Mietshaus in geschlossener Bebauung | Ludwigstraße 91 (Karte)                                     | 1895 (Mietshaus)                                                                       | Klinkerfassade, baugeschichtlich von Bedeutung | 09294580  |
|                                         | Mietshaus in halboffener Bebauung in Ecklage | Ludwigstraße 92 (Karte)                                     | um 1900 (Mietshaus)                                                                    | Klinkerfassade, Stuck im Eingangsbereich, baugeschichtlich von Bedeutung | 09294637  |
|                                         | Mietshaus in geschlossener Bebauung | Ludwigstraße 93 (Karte)                                     | 1885 (Mietshaus)                                                                       | Klinkerfassade, Stuck und Fußbodenfliesen im Eingangsbereich, baugeschichtlich von Bedeutung | 09294581  |
|                                         | Mietshaus in halboffener Bebauung | Ludwigstraße 94 (Karte)                                     | um 1900 (Mietshaus)                                                                    | Klinkerfassade, Paneele und Stuck im Eingangsbereich, baugeschichtlich von Bedeutung | 09294638  |
|                                         | Mietshaus in geschlossener Bebauung | Ludwigstraße 95 (Karte)                                     | um 1895 (Mietshaus)                                                                    | ehemals mit Laden, Klinkerfassade, Windfangtür und Stuck im Eingangsbereich, baugeschichtlich von Bedeutung | 09294582  |
|                                         | Mietshaus in geschlossener Bebauung | Ludwigstraße 96 (Karte)                                     | um 1900 (Mietshaus)                                                                    | mit Tordurchfahrt und Laden, Klinkerfassade, baugeschichtlich von Bedeutung | 09294639  |
|                                         | Mietshaus in geschlossener Bebauung | Ludwigstraße 97 (Karte)                                     | 1895/1900 (Mietshaus)                                                                  | Klinkerfassade, Stuck und Holzpaneele im Eingangsbereich, baugeschichtlich von Bedeutung | 09294583  |
|                                         | Mietshaus in geschlossener Bebauung | Ludwigstraße 98 (Karte)                                     | um 1900 (Mietshaus)                                                                    | Klinkerfassade, Paneele und Stuck im Eingangsbereich, baugeschichtlich von Bedeutung | 09294640  |
|                                         | Mietshaus in halboffener Bebauung in Ecklage | Ludwigstraße 99 (Karte)                                     | um 1900 (Mietshaus)                                                                    | Mietshaus in halboffener Bebauung in Ecklage; mit zugesetztem Eckladen, Klinkerfassade, Windfangtür mit geätzter Verglasung 1920er Jahre, baugeschichtlich von Bedeutung | 09294585  |
|                                         | Mietshaus in geschlossener Bebauung | Ludwigstraße 100 (Karte)                                    | um 1900 (Mietshaus)                                                                    | mit Tordurchfahrt, Klinkerfassade, Paneele und Stuck im Eingangsbereich, baugeschichtlich von Bedeutung | 09294641  |
|                                         | Mietshaus in geschlossener Bebauung in Ecklage | Ludwigstraße 101 (Karte)                                    | um 1900 (Mietshaus)                                                                    | mit zugesetztem Laden, Klinkerfassade, Stuck und Fliesen im Eingangsbereich, baugeschichtlich von Bedeutung | 09294586  |
|                                         | Mietshaus in geschlossener Bebauung | Ludwigstraße 102 (Karte)                                    | um 1900 (Mietshaus)                                                                    | Klinkerfassade, Paneele und Stuck im Eingangsbereich, baugeschichtlich von Bedeutung | 09294642  |
|                                         | Mietshaus in geschlossener Bebauung | Ludwigstraße 103 (Karte)                                    | um 1900 (Mietshaus)                                                                    | Klinkerfassade, baugeschichtlich von Bedeutung | 09294587  |
|                                         | Mietshaus in geschlossener Bebauung | Ludwigstraße 104 (Karte)                                    | um 1900 (Mietshaus)                                                                    | Klinkerfassade, Paneele und Stuck im Eingangsbereich, baugeschichtlich von Bedeutung | 09294643  |
|                                         | Mietshaus in geschlossener Bebauung | Ludwigstraße 105 (Karte)                                    | um 1900 (Mietshaus)                                                                    | Klinkerfassade, Wandtäfelung, baugeschichtlich von Bedeutung | 09294588  |
|                                         | Mietshaus in geschlossener Bebauung | Ludwigstraße 106 (Karte)                                    | um 1900 (Mietshaus)                                                                    | Klinkerfassade, Paneele und Jugendstilstuck im Eingangsbereich, baugeschichtlich von Bedeutung | 09294644  |
| Weitere Bilder                          | Mietshaus in geschlossener Bebauung | Ludwigstraße 107 (Karte)                                    | um 1900 (Mietshaus)                                                                    | mit Tordurchfahrt, Klinkerfassade, preußische Kappe in der Tordurchfahrt, baugeschichtlich von Bedeutung | 09294589  |
|                                         | Mietshaus in geschlossener Bebauung | Ludwigstraße 108 (Karte)                                    | um 1905 (Mietshaus)                                                                    | Klinkerfassade, Jugendstilstuck im Eingangsbereich, baugeschichtlich von Bedeutung | 09290705  |
|                                         | Mietshaus in geschlossener Bebauung | Ludwigstraße 109 (Karte)                                    | um 1900 (Mietshaus)                                                                    | ehemals mit Laden, Klinkerfassade, Windfangtür, Stuck und Holzpaneele im Eingangsbereich, baugeschichtlich von Bedeutung | 09294590  |
|                                         | Mietshaus in geschlossener Bebauung | Ludwigstraße 110 (Karte)                                    | um 1900 (Mietshaus)                                                                    | mit Tordurchfahrt, Klinkerfassade, baugeschichtlich von Bedeutung | 09294650  |
|                                         | Mietshaus in geschlossener Bebauung | Ludwigstraße 111 (Karte)                                    | um 1900 (Mietshaus)                                                                    | Klinkerfassade, Windfangtür und Stuck im Eingangsbereich, baugeschichtlich von Bedeutung | 09294591  |
| Weitere Bilder                          | Mietshaus in geschlossener Bebauung in Ecklage | Ludwigstraße 112 (Karte)                                    | um 1900 (Mietshaus)                                                                    | mit Eckladen, Klinkerfassade, Stuck im Eingangsbereich, baugeschichtlich von Bedeutung | 09294651  |
|                                         | Mietshaus in halboffener Bebauung in Ecklage | Ludwigstraße 113 (Karte)                                    | um 1900 (Mietshaus)                                                                    | Klinkerfassade, Windfangtür und Stuck im Eingangsbereich, baugeschichtlich von Bedeutung | 09294593  |
|                                         | Mietshaus in geschlossener Bebauung | Ludwigstraße 115 (Karte)                                    | um 1900 (Mietshaus)                                                                    | Klinkerfassade, Stuck im Eingangsbereich, baugeschichtlich von Bedeutung | 09294595  |
| Weitere Bilder                          | Mietshaus in geschlossener Bebauung | Ludwigstraße 117 (Karte)                                    | um 1900 (Mietshaus)                                                                    | ehemals mit Laden, Klinkerfassade, baugeschichtlich von Bedeutung | 09294596  |
|                                         | Mietshaus in geschlossener Bebauung | Ludwigstraße 119 (Karte)                                    | um 1900 (Mietshaus)                                                                    | mit Tordurchfahrt, Klinkerfassade, preußische Kappen in der Tordurchfahrt, baugeschichtlich von Bedeutung | 09294597  |
|                                         | Mietshaus in geschlossener Bebauung | Ludwigstraße 121 (Karte)                                    | um 1900 (Mietshaus)                                                                    | Klinkerfassade, baugeschichtlich von Bedeutung | 09294598  |
|                                         | Mietshaus in geschlossener Bebauung | Ludwigstraße 123 (Karte)                                    | um 1900 (Mietshaus)                                                                    | Klinkerfassade, Stuck und Paneele im Eingangsbereich, baugeschichtlich von Bedeutung | 09294599  |
|                                         | Mietshaus in geschlossener Bebauung | Ludwigstraße 125 (Karte)                                    | um 1900 (Mietshaus)                                                                    | Klinkerfassade, Stuck und Fußbodenfliesen im Eingangsbereich, baugeschichtlich von Bedeutung | 09294600  |
|                                         | Mietshaus in geschlossener Bebauung | Ludwigstraße 127 (Karte)                                    | bezeichnet 1899 (Mietshaus)                                                            | Klinkerfassade, Windfangtür mit geätzter Verglasung, qualitätvoller Stuck, baugeschichtlich von Bedeutung | 09294601  |
|                                         | Mietshaus in geschlossener Bebauung | Ludwigstraße 129 (Karte)                                    | um 1900 (Mietshaus)                                                                    | Klinkerfassade, Stuck und Paneele im Eingangsbereich, baugeschichtlich von Bedeutung | 09294602  |
|                                         | Mietshaus in geschlossener Bebauung | Ludwigstraße 131 (Karte)                                    | um 1901 (Mietshaus)                                                                    | Klinkerfassade, Stuck und Holzpaneele im Eingangsbereich, baugeschichtlich von Bedeutung | 09294603  |
|                                         | Mietshaus in geschlossener Bebauung | Ludwigstraße 133 (Karte)                                    | bezeichnet 1901 (Mietshaus)                                                            | Klinkerfassade, Paneele und Stuck im Eingangsbereich, baugeschichtlich von Bedeutung | 09294604  |
| Weitere Bilder                          | Mietshaus in halboffener Bebauung in Ecklage | Ludwigstraße 135 (Karte)                                    | um 1900 (Mietshaus)                                                                    | Klinkerfassade, Stuck und Paneele im Eingangsbereich, baugeschichtlich von Bedeutung | 09294605  |
| Weitere Bilder                          | Handschwengelpumpe mit Brunnenschacht und Abdeckplatte | Mariannenstraße (Karte)                                     | 1899 (Handschwengelpumpe)                                                              | vor Nummer 102, Typ Delphin, ortsgeschichtlich von Bedeutung | 09294863  |
| Weitere Bilder                          | Handschwengelpumpe mit Brunnenschacht und Abdeckplatte | Mariannenstraße (Karte)                                     | 1899 (Handschwengelpumpe)                                                              | vor Nummer 91, in Ecklage eines Platzes, ortsgeschichtlich von Bedeutung | 09294629  |
|                                         | Handschwengelpumpe mit Brunnenschacht und Abdeckplatte | Mariannenstraße (Karte)                                     | 1899 (Handschwengelpumpe)                                                              | vor Nummer 121, ortsgeschichtlich von Bedeutung | 09294887  |
|                                         | Mietshaus in geschlossener Bebauung | Mariannenstraße 73 (Karte)                                  | um 1900 (Mietshaus)                                                                    | Klinkerfassade, Stuck im Eingangsbereich, baugeschichtlich von Bedeutung | 09292718  |
|                                         | Mietshaus in geschlossener Bebauung | Mariannenstraße 74 (Karte)                                  | um 1900 (Mietshaus)                                                                    | mit Tordurchfahrt, mit Laden, Klinkerfassade mit aufwendiger Stuckgliederung und risalitartigem Erker, eiserne Radabweiser, baugeschichtlich von Bedeutung | 09294576  |
|                                         | Mietshaus in geschlossener Bebauung | Mariannenstraße 75 (Karte)                                  | um 1900 (Mietshaus)                                                                    | Klinkerfassade, Stuck im Eingangsbereich, baugeschichtlich von Bedeutung | 09292719  |
| Weitere Bilder                          | Mietshaus in geschlossener Bebauung | Mariannenstraße 76 (Karte)                                  | um 1900 (Mietshaus)                                                                    | Putzfassade, Stuck im Eingangsbereich, baugeschichtlich von Bedeutung | 09294575  |
|                                         | Mietshaus in geschlossener Bebauung | Mariannenstraße 77 (Karte)                                  | um 1900 (Mietshaus)                                                                    | Klinkerfassade, Stuck im Eingangsbereich, baugeschichtlich von Bedeutung | 09292720  |
|                                         | Mietshaus in geschlossener Bebauung | Mariannenstraße 78 (Karte)                                  | um 1900 (Mietshaus)                                                                    | Klinkerfassade, Stuckrahmen im Eingangsbereich, baugeschichtlich von Bedeutung | 09294574  |
|                                         | Mietshaus in halboffener Bebauung in Ecklage | Mariannenstraße 79 (Karte)                                  | um 1900 (Mietshaus)                                                                    | weiße Klinkerfassade, Eckerker, baugeschichtlich von Bedeutung | 09292721  |
|                                         | Mietshaus in halboffener Bebauung in Ecklage | Mariannenstraße 80 (Karte)                                  | um 1900 (Mietshaus)                                                                    | mit zugesetztem Eckladen, Klinkerfassade, Stuck und Wandpaneele im Eingangsbereich, baugeschichtlich von Bedeutung | 09294573  |
|                                         | Mietshaus in halboffener Bebauung in Ecklage | Mariannenstraße 81 (Karte)                                  | um 1900 (Mietshaus)                                                                    | ehemals mit Eckladen, Klinkerfassade, Stuck im Eingangsbereich, baugeschichtlich von Bedeutung | 09292722  |
|                                         | Mietshaus in geschlossener Bebauung | Mariannenstraße 82 (Karte)                                  | um 1900 (Mietshaus)                                                                    | Klinkerfassade, baugeschichtlich von Bedeutung | 09294571  |
|                                         | Mietshaus in geschlossener Bebauung | Mariannenstraße 83 (Karte)                                  | um 1900 (Mietshaus)                                                                    | Klinkerfassade, Windfangtür mit geätzter Verglasung, baugeschichtlich von Bedeutung | 09292723  |
|                                         | Mietshaus in geschlossener Bebauung | Mariannenstraße 84 (Karte)                                  | um 1900 (Mietshaus)                                                                    | mit Tordurchfahrt, Klinkerfassade, baugeschichtlich von Bedeutung | 09294570  |
|                                         | Mietshaus in geschlossener Bebauung | Mariannenstraße 85 (Karte)                                  | um 1900 (Mietshaus)                                                                    | Klinkerfassade, Windfangtür mit geätzter Verglasung, Stuck und Wandpaneele im Eingangsbereich, baugeschichtlich von Bedeutung | 09294631  |
|                                         | Mietshaus in geschlossener Bebauung | Mariannenstraße 86 (Karte)                                  | um 1900 (Mietshaus)                                                                    | Klinkerfassade, Windfangtür und Stuck im Eingangsbereich, baugeschichtlich von Bedeutung | 09294569  |
|                                         | Mietshaus in geschlossener Bebauung | Mariannenstraße 87 (Karte)                                  | um 1900 (Mietshaus)                                                                    | Klinkerfassade, Wandpaneele, Windfangtür mit geätzter Verglasung, baugeschichtlich von Bedeutung | 09292725  |
|                                         | Mietshaus in geschlossener Bebauung | Mariannenstraße 88 (Karte)                                  | um 1900 (Mietshaus)                                                                    | Klinkerfassade, Stuckmasken im Eingangsbereich, baugeschichtlich von Bedeutung | 09294568  |
|                                         | Mietshaus in geschlossener Bebauung | Mariannenstraße 89 (Karte)                                  | um 1900 (Mietshaus)                                                                    | Klinkerfassade, baugeschichtlich von Bedeutung | 09292726  |
|                                         | Mietshaus in geschlossener Bebauung | Mariannenstraße 90 (Karte)                                  | bezeichnet 1898 (Mietshaus)                                                            | Klinkerfassade, Windfangtür, Stuck im Eingangsbereich, baugeschichtlich von Bedeutung | 09294567  |
|                                         | Mietshaus in halboffener Bebauung in Ecklage | Mariannenstraße 91 (Karte)                                  | um 1900 (Mietshaus)                                                                    | mit Eckladen, Klinkerfassade, baugeschichtlich von Bedeutung | 09294632  |
|                                         | Mietshaus in halboffener Bebauung | Mariannenstraße 92 (Karte)                                  | um 1900 (Mietshaus)                                                                    | weiße Klinkerfassade, Stuck im Eingangsbereich, baugeschichtlich von Bedeutung | 09294563  |
|                                         | Mietshaus in halboffener Bebauung in Ecklage | Mariannenstraße 93 (Karte)                                  | um 1900 (Mietshaus)                                                                    | mit zugesetztem Eckladen, Klinkerfassade mit Eckerker, Stuck und Holzpaneele im Eingangsbereich, baugeschichtlich von Bedeutung | 09292728  |
|                                         | Mietshaus in geschlossener Bebauung | Mariannenstraße 94 (Karte)                                  | um 1900 (Mietshaus)                                                                    | Klinkerfassade, Stuck im Eingangsbereich, baugeschichtlich von Bedeutung | 09294562  |
|                                         | Mietshaus in geschlossener Bebauung | Mariannenstraße 95 (Karte)                                  | um 1900 (Mietshaus)                                                                    | Klinkerfassade, Reste geätzter Treppenhausfenster, Stuck im Eingangsbereich, baugeschichtlich von Bedeutung | 09292729  |
|                                         | Mietshaus in geschlossener Bebauung | Mariannenstraße 96 (Karte)                                  | um 1900 (Mietshaus)                                                                    | Klinkerfassade, Schablonenmalerei, Holzpaneele und Stuck im Eingangsbereich, baugeschichtlich von Bedeutung | 09294561  |
|                                         | Mietshaus in geschlossener Bebauung | Mariannenstraße 97 (Karte)                                  | um 1900 (Mietshaus)                                                                    | Klinkerfassade mit aufwendiger Stuckgliederung, Stuck und Paneele im Eingangsbereich, baugeschichtlich von Bedeutung | 09292730  |
|                                         | Mietshaus in geschlossener Bebauung | Mariannenstraße 98 (Karte)                                  | um 1900 (Mietshaus)                                                                    | Klinkerfassade, Stuck im Eingangsbereich, baugeschichtlich von Bedeutung | 09294560  |
|                                         | Mietshaus in geschlossener Bebauung | Mariannenstraße 99 (Karte)                                  | um 1900 (Mietshaus)                                                                    | Klinkerfassade, baugeschichtlich von Bedeutung | 09292731  |
|                                         | Mietshaus in geschlossener Bebauung in Ecklage | Mariannenstraße 100 (Karte)                                 | um 1900 (Mietshaus)                                                                    | ehemals mit Eckladen, Klinkerfassade, mit Eckerker, baugeschichtlich von Bedeutung | 09294558  |
|                                         | Mietshaus in halboffener Bebauung in Ecklage | Mariannenstraße 101 (Karte)                                 | um 1900 (Mietshaus)                                                                    | mit Eckladen, Klinkerfassade mit Eckerker, Jugendstilstuck im Innern, baugeschichtlich von Bedeutung | 09292733  |
|                                         | Mietshaus in geschlossener Bebauung | Mariannenstraße 102 (Karte)                                 | um 1900 (Mietshaus)                                                                    | Klinkerfassade mit Jugendstilstuckgliederung, baugeschichtlich von Bedeutung | 09294557  |
|                                         | Mietshaus in geschlossener Bebauung | Mariannenstraße 103 (Karte)                                 | um 1900 (Mietshaus)                                                                    | Klinkerfassade, Stuck im Eingangsbereich, baugeschichtlich von Bedeutung | 09292724  |
|                                         | Mietshaus in geschlossener Bebauung | Mariannenstraße 104 (Karte)                                 | um 1900 (Mietshaus)                                                                    | Klinkerfassade, Stuck und Holzpaneele im Eingangsbereich, baugeschichtlich von Bedeutung | 09294556  |
|                                         | Mietshaus in geschlossener Bebauung | Mariannenstraße 105 (Karte)                                 | um 1900 (Mietshaus)                                                                    | Klinkerfassade, Stuckgliederung im Eingangsbereich, baugeschichtlich von Bedeutung | 09292735  |
|                                         | Mietshaus in geschlossener Bebauung | Mariannenstraße 106 (Karte)                                 | um 1900 (Mietshaus)                                                                    | Klinkerfassade, Stuck und Holzpaneele im Eingangsbereich, baugeschichtlich von Bedeutung | 09294555  |
|                                         | Mietshaus in geschlossener Bebauung | Mariannenstraße 107 (Karte)                                 | bezeichnet 1900 (Mietshaus)                                                            | Klinkerfassade, Stuck im Eingangsbereich, baugeschichtlich von Bedeutung | 09292736  |
|                                         | Mietshaus in geschlossener Bebauung | Mariannenstraße 108 (Karte)                                 | um 1900 (Mietshaus)                                                                    | Klinkerfassade, Holzpaneele und Stuck im Eingangsbereich, baugeschichtlich von Bedeutung | 09294554  |
|                                         | Mietshaus in geschlossener Bebauung | Mariannenstraße 109 (Karte)                                 | um 1900 (Mietshaus)                                                                    | Klinkerfassade, baugeschichtlich von Bedeutung | 09292737  |
|                                         | Mietshaus in geschlossener Bebauung | Mariannenstraße 110 (Karte)                                 | um 1900 (Mietshaus)                                                                    | Klinkerfassade, baugeschichtlich von Bedeutung | 09294553  |
|                                         | Mietshaus in geschlossener Bebauung | Mariannenstraße 111 (Karte)                                 | um 1900 (Mietshaus)                                                                    | Klinkerfassade, Treppenhausfenster mit Resten geätzter Verglasung, baugeschichtlich von Bedeutung | 09292738  |
|                                         | Mietshaus in geschlossener Bebauung | Mariannenstraße 112 (Karte)                                 | um 1900 (Mietshaus)                                                                    | Klinkerfassade, Stuck und Wandpaneele im Eingangsbereich, baugeschichtlich von Bedeutung | 09294552  |
|                                         | Mietshaus in geschlossener Bebauung | Mariannenstraße 113 (Karte)                                 | um 1900 (Mietshaus)                                                                    | Klinkerfassade, Windfangtür mit Resten geätzter Verglasung, baugeschichtlich von Bedeutung | 09292739  |
|                                         | Mietshaus in geschlossener Bebauung | Mariannenstraße 114 (Karte)                                 | bezeichnet 1901 (Mietshaus)                                                            | Klinkerfassade, Stuck und Wandpaneele im Eingangsbereich, baugeschichtlich von Bedeutung | 09294551  |
|                                         | Mietshaus in geschlossener Bebauung | Mariannenstraße 115 (Karte)                                 | um 1900 (Mietshaus)                                                                    | Klinkerfassade, Treppenhausfenster und Windfangtür mit Resten geätzter Verglasung, Stuck im Eingangsbereich, baugeschichtlich von Bedeutung | 09292740  |
|                                         | Mietshaus in geschlossener Bebauung | Mariannenstraße 116 (Karte)                                 | um 1900 (Mietshaus)                                                                    | Klinkerfassade, Stuckgliederung im Eingangsbereich, baugeschichtlich von Bedeutung | 09294550  |
|                                         | Mietshaus in geschlossener Bebauung | Mariannenstraße 117 (Karte)                                 | um 1900 (Mietshaus)                                                                    | Klinkerfassade, Stuck und Holzpaneele im Eingangsbereich, baugeschichtlich von Bedeutung | 09292741  |
|                                         | Mietshaus in geschlossener Bebauung | Mariannenstraße 118 (Karte)                                 | bezeichnet 1901 (Mietshaus)                                                            | Klinkerfassade, Stuckreste und Holzpaneele im Eingangsbereich, baugeschichtlich von Bedeutung | 09294549  |
|                                         | Mietshaus in geschlossener Bebauung | Mariannenstraße 119 (Karte)                                 | um 1900 (Mietshaus)                                                                    | Klinkerfassade, Stuck im Eingangsbereich, baugeschichtlich von Bedeutung | 09292742  |
|                                         | Mietshaus in geschlossener Bebauung in Ecklage | Mariannenstraße 121 (Karte)                                 | um 1900 (Mietshaus)                                                                    | mit zugesetztem Eckladen, zeittypische Putzfassade, Stuck im Eingangsbereich, Wohnungstüren mit Jugendstilstuckrahmungen, baugeschichtlich von Bedeutung | 09292743  |
|                                         | Mietshaus in geschlossener Bebauung | Paulinenstraße 2 (Karte)                                    | um 1895 (Mietshaus)                                                                    | mit Tordurchfahrt, Putzfassade, baugeschichtlich von Bedeutung | 09292895  |
|                                         | Mietshaus in geschlossener Bebauung | Paulinenstraße 3 (Karte)                                    | um 1902 (Mietshaus)                                                                    | Klinkerfassade mit Jugendstilstuck, Wandgemälde und Stuck im Eingangsbereich, baugeschichtlich von Bedeutung | 09292891  |
|                                         | Mietshaus in geschlossener Bebauung | Paulinenstraße 4 (Karte)                                    | 1895/1900 (Mietshaus)                                                                  | Putzfassade, Stuck im Eingangsbereich, baugeschichtlich von Bedeutung | 09262133  |
|                                         | Mietshaus in geschlossener Bebauung | Paulinenstraße 5 (Karte)                                    | um 1900 (Mietshaus)                                                                    | | 092942892 |
|                                         | Mietshaus in geschlossener Bebauung | Paulinenstraße 6 (Karte)                                    | um 1900 (Mietshaus)                                                                    | mit Tordurchfahrt, Klinkerfassade, geätzte Treppenhausfenster, Stuck in den Wohnungen, baugeschichtlich von Bedeutung | 09292894  |
|                                         | Mietshaus in geschlossener Bebauung | Paulinenstraße 7 (Karte)                                    | um 1900 (Mietshaus)                                                                    | mit Tordurchfahrt, Klinkerfassade, geätzte Treppenhausfenster, baugeschichtlich von Bedeutung | 09292893  |
|                                         | Mietshaus in geschlossener Bebauung | Paulinenstraße 9 (Karte)                                    | um 1902 (Mietshaus)                                                                    | Klinkerfassade, baugeschichtlich von Bedeutung | 09260951  |
|                                         | Mietshaus einer Wohnhauszeile (mit Eisenbahnstraße 172-172b) | Paulinenstraße 10 (Karte)                                   | um 1930 (Mietshaus)                                                                    | Putzfassade im traditionalistischen Stil, Treppenhausfenster mit Resten farbiger Bleiverglasung, siehe auch Eisenbahnstraße 172/172a/172b, baugeschichtlich von Bedeutung | 09260948  |
|                                         | Mietshaus in halboffener Bebauung in Ecklage, mit Vorgarten | Paulinenstraße 13 (Karte)                                   | um 1902 (Mietshaus)                                                                    | Putz-Klinker-Fassade, Jugendstil-Kellerfenstergitter, turmartiger Eckerker, Reformstil-Architektur, baugeschichtlich von Bedeutung | 09292806  |
|                                         | Doppelmietshaus in halboffener Bebauung mit Vorgarten | Paulinenstraße 15; 17 (Karte)                               | bezeichnet 1911 (Doppelmietshaus)                                                      | Putzfassade, bleiverglaste Treppenhausfenster, Reformstil-Architektur, baugeschichtlich von Bedeutung | 09299215  |
|                                         | Doppelmietshaus in geschlossener Bebauung in Ecklage, mit Vorgarten | Paulinenstraße 21; 23 (Karte)                               | um 1912 (Doppelmietshaus)                                                              | Putzfassade, Treppenhausfenster mit Resten farbiger Bleiverglasung, Reformstil-Architektur, baugeschichtlich von Bedeutung | 09292816  |
|                                         | Mietshaus in geschlossener Bebauung | Roßbachstraße 2 (Karte)                                     | 1905/1910 (Mietshaus)                                                                  | Putzfassade, bleiverglaste Treppenhausfenster, baugeschichtlich von Bedeutung | 09261030  |
|                                         | Mietshaus in geschlossener Bebauung | Roßbachstraße 3 (Karte)                                     | um 1890 (Mietshaus)                                                                    | historisierende Putzfassade, baugeschichtlich von Bedeutung | 09261028  |
|                                         | Mietshaus in geschlossener Bebauung | Roßbachstraße 4 (Karte)                                     | um 1890 (Mietshaus)                                                                    | mit Tordurchfahrt, ehemals mit Laden, Putzfassade, baugeschichtlich von Bedeutung | 09261031  |
|                                         | Mietshaus in geschlossener Bebauung | Roßbachstraße 5 (Karte)                                     | um 1890 (Mietshaus)                                                                    | mit Tordurchfahrt, Putz-Klinker-Fassade, Schablonenmalerei im Treppenhaus, baugeschichtlich von Bedeutung | 09261029  |
|                                         | Mietshaus in geschlossener Bebauung | Roßbachstraße 6 (Karte)                                     | um 1890 (Mietshaus)                                                                    | mit Tordurchfahrt, Putzfassade, baugeschichtlich von Bedeutung | 09261032  |
|                                         | Mietshaus in halboffener Bebauung in Ecklage | Roßbachstraße 9 (Karte)                                     | um 1885 (Mietshaus)                                                                    | historisierende Putzfassade, baugeschichtlich von Bedeutung | 09261034  |
|                                         | Mietshaus in geschlossener Bebauung | Roßbachstraße 12 (Karte)                                    | um 1885 (Mietshaus)                                                                    | mit Tordurchfahrt, Putzfassade, Reste von Malerei und Segmenttonne in der Tordurchfahrt, baugeschichtlich von Bedeutung | 09261033  |
| Direkt Bild zu diesem Denkmal hochladen | Mietshaus in geschlossener Bebauung in Ecklage | Roßbachstraße 14 (Karte)                                    | um 1880 (Mietshaus)                                                                    | ehemals mit Eckgaststätte, aufwendig gestaltete, historistische Putzfassade, baugeschichtlich von Bedeutung | 09290744  |
|                                         | Mietshaus in geschlossener Bebauung | Schützenhausstraße 1 (Karte)                                | um 1880 (Mietshaus)                                                                    | mit Hausdurchgang, Putzfassade mit Sandsteingliederung, baugeschichtlich von Bedeutung | 09292770  |
| Direkt Bild zu diesem Denkmal hochladen | Mietshaus in geschlossener Bebauung in Ecklage | Schützenhausstraße 2 (Karte)                                | um 1890 (Mietshaus)                                                                    | mit Eckladen und Läden, Putzfassade, baugeschichtlich von Bedeutung | 09294960  |
|                                         | Mietshaus in geschlossener Bebauung | Schützenhausstraße 4 (Karte)                                | um 1895 (Mietshaus)                                                                    | Putzfassade, baugeschichtlich von Bedeutung | 09290275  |
|                                         | Mietshaus in geschlossener Bebauung | Schützenhausstraße 5 (Karte)                                | um 1895 (Mietshaus)                                                                    | mit Tordurchfahrt, Putzfassade mit Sandsteingliederung, baugeschichtlich von Bedeutung | 09292769  |
|                                         | Mietshaus in geschlossener Bebauung | Schützenhausstraße 6 (Karte)                                | um 1895 (Mietshaus)                                                                    | Putzfassade mit Stuckgliederung, baugeschichtlich von Bedeutung | 09292767  |
|                                         | Mietshaus in geschlossener Bebauung | Schützenhausstraße 8 (Karte)                                | um 1890 (Mietshaus)                                                                    | Putzfassade, baugeschichtlich von Bedeutung | 09292768  |
|                                         | Mietshaus in geschlossener Bebauung | Schützenhausstraße 16 (Karte)                               | um 1885 (Mietshaus)                                                                    | mit Tordurchfahrt, Putzfassade, baugeschichtlich von Bedeutung | 09292771  |
|                                         | Ehemaliges Kontorgebäude einer Fabrik | Torgauer Platz 6 (Karte)                                    | um 1900 (Kontorhaus)                                                                   | an der Torgauer Straße auf Sellerhäuser Flur (ehemals als Torgauer Straße 43 geführt), letzter baulicher Rest eines Fabrikgeländes, Fa. Kirchner war Hersteller von Sägemaschinen und Holzbearbeitungsmaschinen, zeittypische Klinkerfassade mit Kuppel, baugeschichtlich und ortsgeschichtlich von Bedeutung | 09290826  |
|                                         | Mietshaus in ehemals geschlossener Bebauung | Torgauer Straße 6 (Karte)                                   | 1880/1885 (Mietshaus)                                                                  | ursprünglich mit Laden, Putzfassade, baugeschichtlich von Bedeutung | 09292863  |
|                                         | Mietshaus in ehemals geschlossener Bebauung | Torgauer Straße 8 (Karte)                                   | um 1890 (Mietshaus)                                                                    | Klinkerfassade, Stuck und gemalter Deckenplafond im Eingangsbereich, Wandpaneele, baugeschichtlich von Bedeutung | 09292862  |
| Direkt Bild zu diesem Denkmal hochladen | Mietshaus in ehemals geschlossener Bebauung, mit Werkstattgebäude und Nebengebäude im Hof | Torgauer Straße 14 (Karte)                                  | 1886 (Mietshaus), 1885–1886 (Stallgebäude), 1885–1886 (Werkstatt)                      | Vorderhaus mit Tordurchfahrt, ehemaliger Laden, Klinkerfassade, Werkstattgebäude Klinkerfassade mit Blendfachwerk, baugeschichtlich von Bedeutung Denkmaltext Vom August 1885 stammen die Pläne für ein Wirtschaftsgebäude mit Wohnung, einen Pferdestall sowie 1886 für einen straßenseitigen Mietshausneubau (Gebäude bezeichnet 1886). Als Initiator ist der Bierhändler Friedrich Hermann Strobel anzusehen. Das Wohngebäude steht klassisch im geschlossenen Straßenzug mit einer mittig angeordneten, ehemals von zwei Läden flankierten, Durchfahrt. Während das Parterre verputzt ist zeigen die Obergeschosse eine von kräftigen Kunststeinformteilen gegliederte Klinkerfassade mit erlesenem Historismusdekor. Seitenrisalite fassen über dem unteren Stockgesims das Bild. Für die Entwürfe ist der Reudnitzer Architekt Edmund Castner aktenkundig. Ein Gaststättenumbau erfolgte wohl 1900 nach Entwurfsvorlagen von Architekt Richard Sachse. 1953/1954 erfolgte der Umbau der von Anfang an im Vorderhaus eingerichteten Gaststätte in Wohnraum durch den Baumeister Georg Kunad und 1973/1974 gelangte auch der zweite Geschäftsbereich des Erdgeschosses zur Umgestaltung in Wohnnutzung. In dem für die Bierhandlung 1885–1886 errichteten Wirtschaftsgebäude kamen neben Kellerei, Eiskeller und Arbeitsräumen (Spülhalle und Kontor) auch eine Familienwohnung im Obergeschoss zur Einrichtung. Für den Entwurf stand der Zivilingenieur Robert Thienemann bei Strobel unter Vertrag. Der Kopfbogen der Fa. Strobel verrät neben dem Bierhandel auch den Verkauf von Eis. Sichtfachwerk besitzt der aus Klinkermauerwerk gefügte Pferdestall im oberen Bereich. Dezember 2014 noch unsaniert. Das Wohn- und Gewerbegrundstück besitzt einen baugeschichtlichen und ortsentwicklungsgeschichtlichen Wert, das Wirtschaftsgebäude mit seinen Eiskeller hat Seltenheitswert. LfD/2014 | 09292860  |
| Weitere Bilder                          | Turnhalle in offener Bebauung | Torgauer Straße 15 (Karte)                                  | um 1900 (Turnhalle)                                                                    | Putzfassade mit Sandsteingliederung, ortshistorisch und baugeschichtlich von Bedeutung | 09292861  |
|                                         | Mietshaus in geschlossener Bebauung | Torgauer Straße 16 (Karte)                                  | 1885/1890 (Mietshaus)                                                                  | mit Tordurchfahrt, mit Laden, Klinkerfassade, Stuck und Schablonenmalerei in der Tordurchfahrt, baugeschichtlich von Bedeutung | 09292859  |
|                                         | Mietshaus in geschlossener Bebauung | Torgauer Straße 18 (Karte)                                  | 1885/1890 (Mietshaus)                                                                  | mit Tordurchfahrt, Klinkerfassade, Stuck in der Tordurchfahrt, eiserne Maueranker, baugeschichtlich von Bedeutung | 09292858  |
|                                         | Mietshaus in ehemals geschlossener Bebauung | Torgauer Straße 20 (Karte)                                  | 1885/1890 (Mietshaus)                                                                  | mit Tordurchfahrt, Klinkerfassade, bleiverglaste Treppenhausfenster, baugeschichtlich von Bedeutung | 09292857  |
|                                         | Mietshaus in geschlossener Bebauung | Torgauer Straße 30 (Karte)                                  | 1897–1898 (Mietshaus)                                                                  | mit Tordurchfahrt, Klinkerfassade, Treppenhausfenster mit Resten geätzter Verglasung, baugeschichtlich von Bedeutung Denkmaltext Im März 1897 wurde der Neubau und zwölf Monate später bereits die Schlussprüfung des errichteten Wohnhauses und des Seitengebäudes beantragt. Bauunternehmer Johann Heinrich Geißler aus Schönefeld bezog den Architekten Gustav Bobach für die Erstellung der Planungsunterlagen ein, führte das Vorhaben jedoch selbst aus. Der Antrag des Gummiwarenfabrikanten Otto Dillner für ein weiteres, nur eingeschossiges Nebengebäude als Lager und Kontor 1902 erhielt keine Genehmigung. Kontorräume waren bereits im Vorderhaus eingerichtet und erfuhren – gleich den Ladenräumen – 1937 ihre Umnutzung zur Wohnzwecken. Ab 1934 war im Hofgebäude die Einrichtung einer Tischlerei vorgesehen. Konzipiert ehemals war das Mietshaus als Zweispänner bis zum 2. Obergeschoss, in der Etage darüber mit drei Wohnungen und allesamt Aborten über die Treppe. Ansprechend wirkt die Klinkerfassade über verputztem Parterre. Kunststeinformteile liegen über den Fenstern – verstörend, weil ungewohnt, wirkt die in Sichtklinker belassene Fläche zwischen Sturz und Verdachungen. Vom Historismus geprägt wirken Konsolen und die Füllungen in den Dekorbögen (u.a. gefüllter Korb und Groteske). Für das in geschlos-sener Zeilenbebauung stehende Mietshaus des ehemaligen Wohn- und Gewerbegrundstückes besteht ein baugeschichtlicher Wert. LfD/2017 | 09260942  |
|                                         | Mietshaus in geschlossener Bebauung | Torgauer Straße 31 (Karte)                                  | 1890/1900 (Mietshaus)                                                                  | Klinkerfassade mit aufwendiger Stuckdekoration, baugeschichtlich von Bedeutung | 09292855  |
|                                         | Mietshaus in geschlossener Bebauung | Torgauer Straße 33 (Karte)                                  | 1895/1900 (Mietshaus)                                                                  | mit Tordurchfahrt, Klinkerfassade, ehemals Fleischereiladen mit Jugendstilkacheln und Glasgemälden, baugeschichtlich von Bedeutung | 09292854  |
| Direkt Bild zu diesem Denkmal hochladen | Mietshaus in geschlossener Bebauung | Torgauer Straße 34 (Karte)                                  | 1875/1880 (Mietshaus)                                                                  | mit Tordurchfahrt, Putzfassade, geätzte Treppenhausfenster, baugeschichtlich von Bedeutung | 09290741  |
|                                         | Mietshaus in geschlossener Bebauung | Torgauer Straße 35 (Karte)                                  | um 1895 (Mietshaus)                                                                    | Klinkerfassade mit aufwendiger Stuckdekoration, baugeschichtlich von Bedeutung | 09292853  |
|                                         | Mietshaus in halboffener Bebauung in Ecklage | Torgauer Straße 40a (Karte)                                 | 1908–1911 (Mietshaus)                                                                  | mit Eckladen und Laden, Putzfassade, wirkungsvoller Eckbau mit kompletter Geschäftszone im Erdgeschoss, baugeschichtlich und ortsentwicklungsgeschichtlich bedeutsam Denkmaltext In exponierter Kreuzungslage liegt an der Ecke Eisenbahn- und Graßdorfer Straße das 1909 bis 1911 erbaute viergeschossige Mietshaus Torgauer Straße 40a. In den Obergeschossen des von Kürschnerm Friedrich Anton Edmund Just und dessen Ehefrau Auguste Just geb. Berthold in Auftrag gegebenen Gebäudes jeweils zwei Wohnungen, die bereits mit einer Toilette ausgestattet waren, die rechte Wohnung besaß zudem ein separates Badezimmer. Im Erdgeschoss befanden sich von Anfang an Geschäftslokale. Entwürfe und statische Berechnungen lieferte Architekt Richard Sachse. Der Bauantrag für eine Dachwohnung erging im Februar 1911, deren Abnahme als Hausmannswohnung im Juni des gleichen Jahres erfolgte. 1958/1959 sind ein Verputz des Hauses im Gespräch und die Instandsetzung des schadhaften Giebels. Sanierung 1996 einhergehend mit einer ungenehmigten Farbgebung für die Fassade. Prägend für das verputzte Eckhaus sind ein Kastenerker mit angebauten Austritten sowie ein schwach vortretender Runderker zur Graßdorfer Straße, daneben finden sich Reformstil-Reliefs als gediegene Dekoration. Weitgehend erhalten ist bauzeitliche Ausstattung. Städtebaulich ist der Kopfbau außerordentlich wirksam an den drei oben genannten Straßen, er besitzt eine baugeschichtliche und ortsteilentwicklungsgeschichtliche Bedeutung. LfD/2013 | 09294719  |
|                                         | Mietshaus in geschlossener Bebauung | Torgauer Straße 46 (Karte)                                  | um 1905 (Mietshaus)                                                                    | zeittypische Putzfassade, Jugendstilwandfliesen im Eingangsbereich, baugeschichtlich von Bedeutung | 09290762  |
|                                         | Mietshaus in geschlossener Bebauung in Ecklage | Torgauer Straße 48 (Karte)                                  | um 1905 (Mietshaus)                                                                    | Putzfassade, Stuck im Eingangsbereich, bleiverglaste Treppenhausfenster, baugeschichtlich von Bedeutung | 09291398  |
|                                         | Mietshaus in halboffener Bebauung | Torgauer Straße 52 (Karte)                                  | um 1910 (Mietshaus)                                                                    | Putzfassade, Haustür mit bleiverglastem Oberlicht, Reformstil-Architektur, baugeschichtlich von Bedeutung | 09290734  |
|                                         | Mietshaus in geschlossener Bebauung (bauliche Einheit mit Nr. 66) | Torgauer Straße 64 (Karte)                                  | um 1910 (Mietshaus)                                                                    | mit Tordurchfahrt, ehemals mit Laden, zeittypische Putzfassade, baugeschichtlich von Bedeutung | 09260935  |
|                                         | Mietshaus in geschlossener Bebauung (bauliche Einheit mit Nr. 64) | Torgauer Straße 66 (Karte)                                  | um 1910 (Mietshaus)                                                                    | zeittypische Putzfassade, Wandpaneele, Mosaikfliesen und Lampe im Eingangsbereich, baugeschichtlich von Bedeutung | 09260936  |
|                                         | Mietshaus in geschlossener Bebauung | Torgauer Straße 68 (Karte)                                  | um 1910 (Mietshaus)                                                                    | Putzfassade, spätere Wandmalerei im Innern, baugeschichtlich von Bedeutung | 09260938  |
|                                         | Mietshaus in halboffener Bebauung in Ecklage | Torgauer Straße 70 (Karte)                                  | um 1910 (Mietshaus)                                                                    | mit Eckladen, Putzfassade, Holzpaneele im Eingangsbereich, baugeschichtlich von Bedeutung | 09260937  |
|                                         | Fabrikgebäude | Torgauer Straße 74 (Karte)                                  | um 1910 Entwurf (Fabrikgebäude), 1938 (Fabrikgebäude)                                  | Klinkerfassade mit Kunststeingliederung, ortsgeschichtlich und baugeschichtlich von Bedeutung | 09292799  |
|                                         | Kontorgebäude (Nr. 76a), Fabrikhalle (Nr. 76 g), Halle 15 und Heizwerk (Nr. 76h) einer Fabrikanlage | Torgauer Straße 76a; 76 g; 76h (Karte)                      | 1937–1940 (Fabrikhalle)                                                                | Klinkerfassaden, industriehistorisch, baugeschichtlich und ortsgeschichtlich von Bedeutung | 09292798  |
|                                         | Mietshaus (mit drei Eingängen) in halboffener Bebauung zu den Bahngleisen | Torgauer Straße 94; 96; 98 (Karte)                          | 1931–1932 (Mietshaus)                                                                  | Putzfassade mit Klinkergliederung, Anklänge an den Stil der Moderne, baugeschichtlich von Bedeutung | 09294933  |
| Weitere Bilder                          | Handschwengelpumpe mit Brunnenschacht und Abdeckplatte | Volkmarsdorfer Markt (ehemals Ernst-Thälmann-Platz) (Karte) | 1912 (Handschwengelpumpe)                                                              | gegenüber Elisabethstraße 17, Typ Gotik, ortsgeschichtlich von Bedeutung | 09299212  |
| Direkt Bild zu diesem Denkmal hochladen | Kirchplatz | Volkmarsdorfer Markt (ehemals Ernst-Thälmann-Platz) (Karte) | 1893 (Kirchplatz)                                                                      | gestaltete Platzanlage mit altem Gehölzbestand, begrenzt von Zollikoferstraße, Elisabethstraße, Dornbergerstraße und Lukasstraße, Zierpflaster vor der Lukaskirche, gartenhistorisch und ortsgeschichtlich von Bedeutung | 09299191  |
| Weitere Bilder                          | Kirche (mit Ausstattung) | Volkmarsdorfer Markt (ehemals Ernst-Thälmann-Platz) (Karte) | 1891–1893 (Kirche), 1924 (Glocke), 1893 (Taufe), 1893 (Chorfenster), 1891–1893 (Orgel) | neogotischer Klinkerbau, Architekt: Julius Zeißig, baugeschichtlich, ortsgeschichtlich und kunstgeschichtlich von Bedeutung | 09263728  |
|                                         | Mietshaus (Nr. 4) in geschlossener Bebauung und Hofgebäude (Nr. 4a) | Wiebelstraße 4; 4a (Karte)                                  | um 1915 (Mietshaus), um 1900 (Hofgebäude)                                              | Vorderhaus mit Tordurchfahrt, Putzfassade, Windfangtür, Treppenhausfenster mit schönem Ätzglas, Stuckkehle und -rosette im Eingangsbereich, Hofgebäude mit Klinkerfassade, baugeschichtlich von Bedeutung | 09294989  |
|                                         | Mietshaus in geschlossener Bebauung | Wiebelstraße 6 (Karte)                                      | um 1915 (Mietshaus)                                                                    | zeittypische Putzfassade, baugeschichtlich von Bedeutung | 09294988  |
|                                         | Mietshaus in geschlossener Bebauung | Wiebelstraße 8 (Karte)                                      | um 1905 (Mietshaus)                                                                    | mit Tordurchfahrt, Klinkerfassade, Fußbodenfliesen im Eingangsbereich, Stuckkehle und -rahmungen in der Tordurchfahrt, baugeschichtlich von Bedeutung | 09294824  |
|                                         | Mietshaus in geschlossener Bebauung | Wiebelstraße 10 (Karte)                                     | um 1902 (Mietshaus)                                                                    | mit Laden, Klinkerfassade, Jugendstilstuck im Eingangsbereich, baugeschichtlich von Bedeutung | 09294825  |
|                                         | Mietshaus in geschlossener Bebauung | Wurzner Straße 34 (Karte)                                   | um 1890 (Mietshaus)                                                                    | mit Tordurchfahrt und Läden, Klinkerfassade, reicher Stuck, baugeschichtlich von Bedeutung | 09294994  |
|                                         | Mietshaus in geschlossener Bebauung | Wurzner Straße 36 (Karte)                                   | um 1895 (Mietshaus)                                                                    | mit Tordurchfahrt, mit Läden, Klinkerfassade, baugeschichtlich und ortsteilentwicklungsgeschichtlich von Bedeutung, Bestandteil der Ortserweiterung | 09290720  |
|                                         | Mietshaus in geschlossener Bebauung in Ecklage | Wurzner Straße 38 (Karte)                                   | um 1895 (Mietshaus)                                                                    | Laden und Eckladen, Klinkerfassade, Stuckkehle und Holzpaneele im Eingangsbereich, baugeschichtlich von Bedeutung | 09294993  |
|                                         | Mietshaus in ehemals geschlossener Bebauung | Wurzner Straße 52 (Karte)                                   | um 1895 (Mietshaus)                                                                    | mit Tordurchfahrt, mit Läden, Klinkerfassade, geätzte Treppenhausfenster, Schablonenmalerei im Treppenhaus, baugeschichtlich von Bedeutung | 09292902  |
| Direkt Bild zu diesem Denkmal hochladen | Mietshaus in geschlossener Bebauung | Wurzner Straße 60 (Karte)                                   | bezeichnet 1898 (Mietshaus)                                                            | mit Hausdurchgang, mit Läden, Klinkerfassade, Treppenhausfenster mit geätzter Verglasung, baugeschichtlich von Bedeutung | 09292864  |
|                                         | Mietshaus in ehemals geschlossener Bebauung | Wurzner Straße 61 (Karte)                                   | um 1895 (Mietshaus)                                                                    | mit Tordurchfahrt, mit Läden, Klinkerfassade, eiserne Maueranker, Stuck in der Tordurchfahrt, baugeschichtlich von Bedeutung | 09292867  |
| Direkt Bild zu diesem Denkmal hochladen | Mietshaus in geschlossener Bebauung und Hinterhaus | Wurzner Straße 62 (Karte)                                   | um 1900 (Mietshaus)                                                                    | mit Tordurchfahrt, mit Läden, Klinkerfassade, bleiverglaste Treppenhausfenster, Wohnungstüren mit Supraporten, baugeschichtlich von Bedeutung | 09292865  |
|                                         | Mietshaus in geschlossener Bebauung | Wurzner Straße 63 (Karte)                                   | um 1890 (Mietshaus)                                                                    | mit Tordurchfahrt und Laden, Klinkerfassade, baugeschichtlich von Bedeutung | 09290728  |
|                                         | Mietshaus in ehemals geschlossener Bebauung | Wurzner Straße 65 (Karte)                                   | 1900–1901 (Mietshaus)                                                                  | Klinker-Putz-Fassade, ehemals mit Laden, baugeschichtlich bedeutsam, insbesondere durch den Entwurf von Emil Franz Hänsel, einem der bekanntesten Architekten in Leipzig Denkmaltext Einer der bedeutendsten Leipziger Architekten in der ersten Hälfte des 20. Jahrhunderts, Emil Franz Hänsel, zeichnet für die zwei Entwürfe des Mietshauses verantwortlich. Die fünfgeschossige Planung (1900) wurde abgelehnt und ebenso das vorgesehene Zwerchhaus auf einem nur viergeschossigen Bau. In leicht veränderter Form kam es zur Umsetzung des zweiten Entwurfes von 1901 im Auftrag des in Neusellerhausen ansässigen Maurers Heinrich Neubauer. Im Hof entstand gleichzeitig ein Bäckereigebäude mit Esse, statische Berechnungen hierfür lieferte die auf den Schornsteinbau spezialisierte Chemnitzer Firma Grünert & Richter. Der Wohnhausbau zeitigt eine außergewöhnliche Hartnäckigkeit hinsichtlich seiner schlichten Formensprache, die weder dem ausklingenden Gründerzeitdekor noch dem aufkommenden Jugendstil verpflichtet ist. Ein strenges Raster gliedert die Klinker-Putz-Fassade mit der Tordurchfahrt und einem für den Verkauf der im Hofgebäude hergestellten Waren bestimmten Laden. Erhalten ist die Ausstattung des Mietshauses. LfD/2006 | 09292868  |
|                                         | Mietshaus in ehemals geschlossener Bebauung und Hinterhaus | Wurzner Straße 71 (Karte)                                   | um 1900 (Mietshaus)                                                                    | mit Tordurchfahrt, mit Läden, Klinkerfassaden, Stuck in der Tordurchfahrt, geätzte Treppenhausfenster, baugeschichtlich von Bedeutung | 09292870  |
|                                         | Mietshaus in halboffener Bebauung | Wurzner Straße 75 (Karte)                                   | um 1900 (Mietshaus)                                                                    | mit Tordurchfahrt, mit Laden, Klinkerfassade, Ladenzonenpfeiler mit Frauenköpfen, baugeschichtlich von Bedeutung | 09292871  |
| Direkt Bild zu diesem Denkmal hochladen | Mietshaus in geschlossener Bebauung in Ecklage | Wurzner Straße 83 (Karte)                                   | um 1880 (Mietshaus)                                                                    | mit Laden, Putzfassade, baugeschichtlich von Bedeutung | 09290733  |
|                                         | Mietshaus in geschlossener Bebauung | Wurzner Straße 85 (Karte)                                   | um 1885 (Mietshaus)                                                                    | mit Tordurchfahrt, mit Laden, Putzfassade, baugeschichtlich von Bedeutung | 09292877  |
|                                         | Mietshaus in geschlossener Bebauung | Wurzner Straße 87 (Karte)                                   | um 1885 (Mietshaus)                                                                    | mit Hausdurchgang und Läden, Putzfassade, baugeschichtlich von Bedeutung | 09292878  |
|                                         | Verwaltungsgebäude (Nr. 95), Werkstattgebäude (Nr. 93) und Nebengebäude (Nr. 93a) zum Klärwerk sowie Einfriedungsmauer zur wasserwirtschaftlichen Anlage | Wurzner Straße 93; 95 (Karte)                               | um 1890 (Verwaltung)                                                                   | Gebäude Klinkerfassade mit Bruchsteinsockel, Einfriedung als Klinkermauer, ortsgeschichtlich von Bedeutung | 09292885  |
|                                         | Innenausstattung eines Mietshauses | Wurzner Straße 99 (Karte)                                   | um 1907 (Ausstattung)                                                                  | Jugendstil-Wandfliesen, Stuck und Terrazzo im Eingangsbereich und Treppenhaus, baugeschichtlich von Bedeutung | 09292888  |
|                                         | Mietshaus in geschlossener Bebauung | Wurzner Straße 101 (Karte)                                  | um 1890 (Mietshaus)                                                                    | mit Tordurchfahrt, mit Laden, Putzfassade, preußische Kappe in der Tordurchfahrt, baugeschichtlich von Bedeutung | 09292887  |
|                                         | Mietshaus in geschlossener Bebauung in Ecklage | Wurzner Straße 103 (Karte)                                  | um 1895 (Mietshaus)                                                                    | mit Laden, Putzfassade, baugeschichtlich von Bedeutung | 09292889  |
| Direkt Bild zu diesem Denkmal hochladen | Mietshaus in halboffener Bebauung | Wurzner Straße 104 (Karte)                                  | um 1875 (Mietshaus)                                                                    | Putzfassade mit Putzgliederung, baugeschichtlich von Bedeutung | 09292847  |
|                                         | Mietshaus in geschlossener Bebauung und Hinterhaus | Wurzner Straße 105 (Karte)                                  | um 1895 (Mietshaus)                                                                    | Vorderhaus mit Tordurchfahrt und mit Laden, Putzfassade, geätzte Treppenhausfenster, Hinterhaus mit alter Tischlerei, eventuell Ausstattung der Tischlerei erhalten, ortsentwicklungsgeschichtlich und baugeschichtlich von Bedeutung | 09292890  |
| Direkt Bild zu diesem Denkmal hochladen | Mietshaus in geschlossener Bebauung | Wurzner Straße 106 (Karte)                                  | um 1905 (Mietshaus)                                                                    | mit Läden, Klinkerfassade, baugeschichtlich von Bedeutung | 09292848  |
| Direkt Bild zu diesem Denkmal hochladen | Mietshaus in geschlossener Bebauung | Wurzner Straße 107 (Karte)                                  | um 1890 (Mietshaus)                                                                    | mit Tordurchfahrt, mit Laden, Putzfassade, Ladenfront um 1905, baugeschichtlich von Bedeutung | 09261007  |
|                                         | Mietshaus in geschlossener Bebauung in Ecklage | Wurzner Straße 109 (Karte)                                  | um 1890 (Mietshaus)                                                                    | ehemals mit Eckladen, Putzfassade, Windfangtür mit Ätzglas, geätzte Treppenhausfenster, Stuckkehle im Eingangsbereich, baugeschichtlich von Bedeutung | 09261008  |
| Direkt Bild zu diesem Denkmal hochladen | Mietshaus in geschlossener Bebauung in Ecklage | Wurzner Straße 111 (Karte)                                  | um 1890 (Mietshaus)                                                                    | mit Tordurchfahrt, ehemals mit Eckgaststätte, Putzfassade, baugeschichtlich von Bedeutung | 09292909  |
| Direkt Bild zu diesem Denkmal hochladen | Mietshaus in geschlossener Bebauung | Wurzner Straße 113 (Karte)                                  | um 1895 (Mietshaus)                                                                    | mit Tordurchfahrt, Putzfassade, Treppenhausfenster mit geätzter Verglasung, originale Jalousieblenden, baugeschichtlich von Bedeutung | 09292910  |
| Weitere Bilder                          | Mietshaus in geschlossener Bebauung | Wurzner Straße 136 (Karte)                                  | um 1890 (Mietshaus)                                                                    | mit Tordurchfahrt, mit Laden, Putzfassade, Ladenfront um 1910, preußische Kappe in der Tordurchfahrt, baugeschichtlich von Bedeutung | 09292905  |
|                                         | Mietshaus in geschlossener Bebauung | Wurzner Straße 138 (Karte)                                  | um 1890 (Mietshaus)                                                                    | mit Tordurchfahrt, mit Läden, Putzfassade, baugeschichtlich von Bedeutung | 09292906  |
| Direkt Bild zu diesem Denkmal hochladen | Turnhalle | Wurzner Straße 140b (Karte)                                 | 1884 (Turnhalle)                                                                       | Fachwerkgebäude, sozialgeschichtlich und baugeschichtlich von Bedeutung Denkmaltext Nur als Provisorium zulässig war die Errichtung einer Sportstätte für den Allgemeinen Turnverein zu Sellerhausen. Den unmittelbar an der Rietzschke gelegenen und letztlich doch bis heute erhaltenen Bau entwarf Otto Lehmann, der die vom Vereinsvorsitzenden Gottfried Hahn unterzeichneten Antragsschreiben an Maurermeister Heinrich Walther zwecks Ausführung weiterreichte. Zunächst war ein eingeschossiges Gebäude mit fünf Fensterachsen gezeichnet sowie mittigem Zugang nebst Uhr über dem Eingang und kleinem Zwerchhaus mit Nische für eine Büste des Turnvaters Friedrich Ludwig Jahn. Ende August des Jahres 1884 beantragt erfolgte bereits im Dezember die Schlussprüfung in Abänderung der ersten Planunterlagen. Ein 1896 von Architekt Richard Sachs konzipierter Anbau kam nicht zur Ausführung. Für 1951/1952 ist der Umbau innen belegt, konkret erfolgte die Aufteilung in Aufenthalts-, Wasch- und Aborträume. Als Bauherr trat der Rat des Stadtkreises Leipzig auf, Dezernat Volksbildung. Der Fachwerkbau mit flach geneigtem Satteldach entstand 1884 auf massiven Grundmauern aus Ziegelmauerwerk. Von einem Zwerchhaus wird die mittlere, als Risalit vorstehende der fünf Achsen überfangen. Ehemals gipfelte das Giebeldreieck in einen Fahnenmast und war über der Zugangstür eine Uhr vorgesehen. Das heute vom Sportverein Leipzig Ost 1858 e. V. genutzte Gebäude besitzt einen ortsentwicklungsgeschichtlichen und baugeschichtlichen Wert, es dokumentiert ein Teil Leipziger Sportgeschichte. LfD/2017, 2019 | 09306597  |

## Ehemalige Kulturdenkmale
| Bild                                    | Bezeichnung        | Lage                        | Datierung             | Beschreibung                                                                                        | ID       |
| --------------------------------------- | ------------------ | --------------------------- | --------------------- | --------------------------------------------------------------------------------------------------- | -------- |
| Direkt Bild zu diesem Denkmal hochladen | Mietshaus          | Roßbachstraße 1 (Karte)     | um 1890 (Mietshaus)   | Mietshaus in halboffener Bebauung; Putzfassade                                                      | 09261027 |
| Direkt Bild zu diesem Denkmal hochladen | Handschwengelpumpe | Torgauer Straße             |                       | Handschwengelpumpe mit Brunnenschacht und Abdeckplatte in Ecklage Wurzner Straße (Typ Kleiner Löwe) | 09294868 |
| Direkt Bild zu diesem Denkmal hochladen | Mietshaus          | Zollikoferstraße 17 (Karte) | 1905–1906 (Mietshaus) | Mietshaus in ehemals geschlossener Bebauung; ehemals mit Laden, Putzfassade                         | 09292506 |